# Промышленность Турции

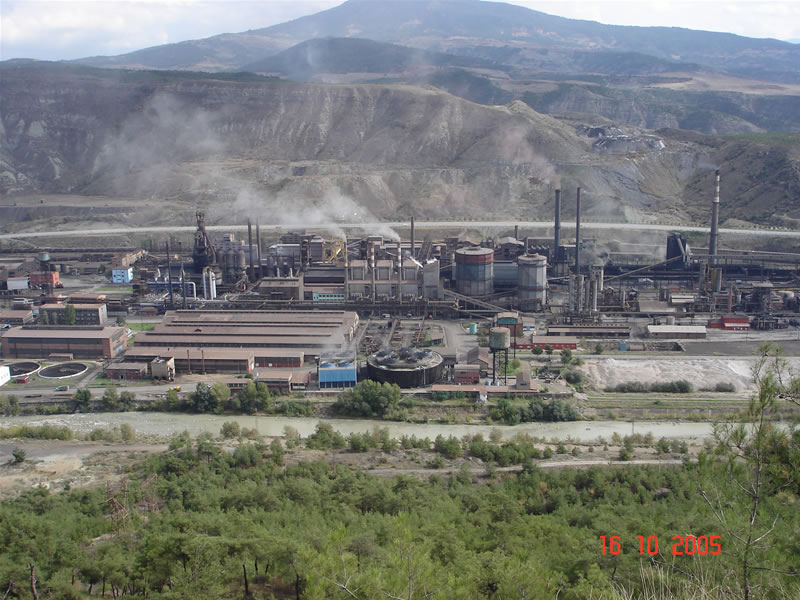
Металлургический завод Kardemir в городе Карабюк

Промышленность Турции — один из ведущих секторов турецкой экономики. По числу занятых и доле в общем экспорте ключевую роль играет производство текстиля и готовой одежды. Продолжают сохранять важное значение первичная переработка продукции сельского хозяйства и пищевая промышленность. Увеличивается значение машиностроения (особенно автомобилестроения) и химической промышленности. В последние два десятилетия благодаря широкой программе приватизации существенно сократилось присутствие государственного капитала в промышленности, а общая либерализация экономики привлекла в промышленный сектор иностранный капитал и передовые зарубежные технологии. Зарубежные компании привлекают, прежде всего, ёмкость быстрорастущего турецкого рынка, некоторые сектора которого остаются ещё далёкими от насыщения и имеют большой потенциал, хороший инвестиционный климат, высококвалифицированная и относительно недорогая рабочая сила, а также близость к соседним рынкам, особенно европейскому, привлекательным с точки зрения экспорта.
Однако, во многих секторах промышленности Турции продолжают доминировать мелкие и средние (часто семейные) компании, сохраняется большая зависимость от импортных комплектующих и технологий, а также слабое развитие собственной научно-исследовательской и опытно-конструкторской базы. Также сохраняется региональная диспропорция в развитии промышленности и продолжает увеличиваться отставание восточной Турции от западной, особенно от развитых промышленных районов вокруг Стамбула, Измита и Измира.

## История

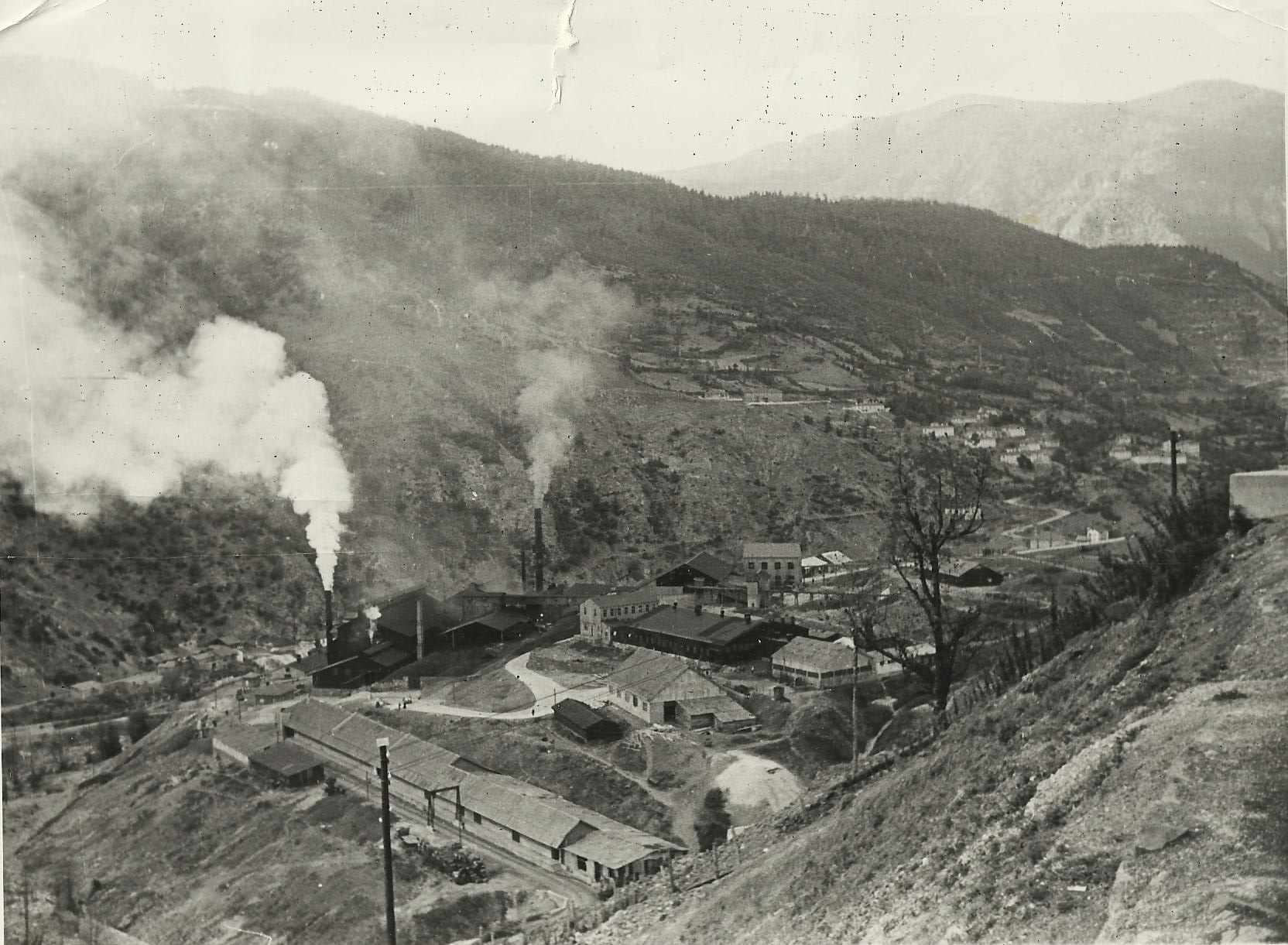
Медеплавильный завод в иле Артвин, 1960-е года

В период существования Османской империи промышленность находилась в зачаточном состоянии и ограничивалась оружейными мануфактурами и судостроительными верфями, работавшими на нужды турецкой армии и флота. Лишь в конце XIX — начале XX века, с началом проникновения иностранного капитала и строительства железных дорог, стали строиться шахты, карьеры, небольшие фабрики и заводы по производству пряжи, тканей, одежды, инструментов и домашней утвари. Постепенно иностранный капитал занял доминирующее положение в промышленности, его доля в горнодобывающем секторе достигла 67,5 % (преимущественно французский капитал), в обрабатывающем — 75 % (преимущественно английский капитал). С начала 1930-х годов Мустафа Кемаль провёл ряд экономических реформ и взял курс на индустриализацию страны (в том числе опираясь на кредиты и техническую помощь СССР). В экономике господствовала политика этатизма, власти активно влияли на промышленное развитие, создание инфраструктуры, ценовую политику и внешнюю торговлю (впрочем, в этот же период в Турции не прекращал существовать крупный и средний частный капитал, пользовавшийся поддержкой властей). До Второй мировой войны в Турции было всего несколько десятков крупных предприятий, в том числе построенный в 1938 году металлургический завод-первенец Kardemir (Карабюк), текстильные комбинаты в Кайсери и Назилли, несколько электростанций, машиностроительных, сахарных и чайных заводов, угольные шахты в Зонгулдаке, рудники железной руды в Дивриги (Сивас), хромовой руды в Фетхие и Гулемане, мраморные карьеры на острове Мармара.
В 1950-х годах правительство Аднана Мендереса поддерживало частный капитал и проводило политику привлечения иностранных инвестиций, что способствовало экономическому росту и развитию промышленности. Военные, пришедшие к власти в 1960 году в результате переворота, ввели государственное планирование и лоббировали деятельность преимущественно государственного сектора. В течение первых пятилетних планов развития, стартовавших в 1963 году, главной целью турецких властей было стимулировать рост промышленного производства. В 1965 году были построены металлургический завод Erdemir в Эрегли и нефтехимический комплекс в Кёрфезе, в 1970 году — металлургический завод Isdemir в Искендеруне, в 1974 году — Кебанская ГЭС на реке Евфрат (с помощью СССР были запущены сталеплавильные, алюминиевые, нефтеперерабатывающие, химические и деревообрабатывающие предприятия государственного сектора). В 1980 году государственные капиталовложения составляли 58,5 %, сосредоточившись главным образом в тяжёлой (в том числе горнодобывающей) промышленности и энергетике. К началу 1980-х годов крупный промышленный район сложился вокруг Стамбула, особенно вдоль автострады Ускюдар — Измит (на Стамбульскую агломерацию приходилось 58 % промышленного производства страны, 52 % торгового оборота Турции, более четверти всех промышленных предприятий, особенно крупных заводов), в 1984 году был построен нефтехимический комплекс в Алиаге возле Измира.
По состоянию на начало 1980-х годов в горнодобывающей промышленности и энергетике доминировал государственный капитал (он же контролировал крупнейшие предприятия обрабатывающей промышленности, особенно в металлургическом, нефтехимическом и машиностроительном секторе). В стране добывали до 5 млн т коксующегося каменного угля, 2,5 — 3 млн т нефти и 2,4 млн т железной руды. Производство электроэнергии составляло 25 млрд кВт⋅ч (в 1970 году — 8,6 млрд), доля гидроэлектростанций увеличилась до 45 %, а удельный вес жидкого топлива (главным образом нефти и мазута) снизился до 27 %. Почти 3/4 потребляемой электроэнергии шло на нужды промышленности. В машиностроительной и металлообрабатывающей отрасли работало более 160 тыс. человек, при чём около 75 % из них — в частном секторе. Турция выпускала около 100 тыс. автомобилей в год, 30 тыс. тракторов, 740 тыс. холодильников, 230 тыс. стиральных машин и 490 тыс. телевизоров. Нефтеперерабатывающие заводы перерабатывали до 13 млн т сырой нефти в год, около 30-и цементных заводов производили до 15 млн т цемента. В лёгкой промышленности было занято 170 тыс. человек, страна выпускала в год 1,5 млрд м хлопчатобумажных тканей (3/4 мощностей принадлежало частному сектору) и 58 млн т шерстяных тканей. Пищевая промышленность производила в год 1 млн т сахара, 50 тыс. т табачных изделий (для внутреннего рынка), 90 млн л пива и 40 млн л вина. В экспорте доля промышленной продукции составляла около 50 %, на внешние рынки вывозились пищевые продукты (в том числе кондитерские изделия, растительные масла, вина), сигареты, ткани, кожаные изделия, цветные металлы, глинозём, цемент, а также первые автомобили, тракторы и бытовая электротехника.
В середине 1970-х годов в связи с мировым нефтяным кризисом промышленность Турции, зависевшая от импорта нефти, продемонстрировала свою уязвимость от внешних факторов, а в конце 1970-х годов вся турецкая экономика оказалась в глубоком кризисе, который выявил слабые стороны закрытой этатистской модели развития и ориентации промышленности на импортозамещение. С начала 1980-х годов стратегия индустриализации изменилась и правительство Сулеймана Демиреля сделало упор на рыночную экономику с преобладанием ориентированной на экспорт промышленности и интеграцию Турции в мировое хозяйство. Эти реформы существенно активизировали частный сектор и улучшили адаптируемость турецкой экономики к внешним и внутренним воздействиям. Главным источником промышленного роста стали частные турецкие и иностранные инвестиции (около 60 % всех прямых иностранных инвестиций направлялось в обрабатывающую промышленность), за собой государство оставило развитие энергетики, шоссейных и железных дорог, портов, отсталых восточных регионов, а также поддержку приоритетных отраслей промышленности и внедрение передовых технологий. Кроме того, власти начали широкую распродажу государственных активов в промышленности (в 1985—2005 годах общая сумма выручки от продажи госпредприятий и имущества составила около 25 млрд долл.). Важным толчком к дальнейшему развитию промышленности стало принятие Турции в ВТО в 1995 году и заключение таможенного союза со странами ЕС в 1996 году. Экономические кризисы конца 1990-х (Азиатский финансовый кризис 1997 года и последовавший за ним Российский экономический кризис 1998 года), усиленные масштабным турецким финансовым кризисом конца 2000 — начала 2001 года, привели к серьёзному сокращению промышленного производства, но со второй половины 2002 года, благодаря оживлению внутреннего рынка и росту экспортных поставок, экономика Турции начала восстанавливаться. К началу 2000-х годов доля малых и средних предприятий в промышленности Турции составляла 99,5 %.
Благодаря мерам по стимулированию промышленного экспорта, осуществляемым с начала 1980-х годов, его удельный вес в общем экспорте вырос с 36 % в 1980 году до 79 % в 1990 году и до 95 % в 2000 году. В 2002 году добавленная стоимость промышленности Турции составляла 46,5 млрд долл. (в 1990 году — 38,5 млрд), в том числе обрабатывающей промышленности — 37,1 млрд долл. (в 1990 году — 33,1 млрд), энергетики — 7,5 млрд долл. (в 1990 году — 3 млрд), горнодобывающей промышленности — 1,9 млрд долл. (в 1990 году — 2,4 млрд). Экспорт продукции обрабатывающей промышленности в 2002 году составил 32,7 млрд долл. (в 1990 году — 10,3 млрд). Доля промышленности в ВВП страны в 2002 году составляла 25 % (в 1990 году — 26 %). К 2004 году благодаря приватизации более 80 % производства и около 95 % инвестиций в обрабатывающую промышленность приходилось на частный сектор.
В 2002 году основными статьями производства были пищевые продукты (19,8 %), текстиль (12,9 %), готовая одежда (8,6 %), химические изделия (7,3 %), кокс и нефтепродукты (6,7 %), металлы (4,9 %), автомобили (4,7 %), машины и оборудование (4,5 %), табачные изделия (3,9 %). В том же году основными статьями экспорта были готовая одежда (20,5 %), текстиль (16,8 %), автомобили (9,9 %), металлы (7,7 %), машины и оборудование (7,1 %), пищевые продукты (4,8 %), химические изделия (4,7 %). Во второй половине 2008 — первой половине 2009 года в результате мирового кризиса промышленное производство Турции вновь значительно сократилось, но в 2010 году в производстве и экспорте начался рост.
Важной формой стимулирования производства является создание промышленных зон, которые в Турции подразделяются на малые промышленные зоны, организованные промышленные зоны и индустриальные зоны. Первая организованная промышленная зона была основана в 1962 году, а к 2008 году их насчитывалось 216 общей площадью свыше 62,5 тыс. гектаров (в ОПЗ было зарегистрировано более 22,2 тыс. промышленных предприятий). С 1965 по 1998 год в Турции было создано 294 малые промышленные зоны, которые специализируются на обеспечении запасными частями и комплектующими различных отраслей обрабатывающей промышленности (в 1998 году в МПЗ располагалось более 70 тыс. предприятий, на которых трудилось около 424 тыс. человек). В 2002 году начала внедряться программа создания индустриальных зон, специализирующихся на привлечении иностранных инвестиций. Значительная часть экспортных операций и иностранных инвестиций проходит через свободные зоны, первые из которых были созданы в 1987 году. Сейчас такие зоны расположены в Чорлу, Стамбуле, Измире, Менемене, Мерсине, Анталье, Трабзоне, Эрзуруме, Мардине, Ризе, Самсуне, Кайсери, Юмурталыке, Газиантепе, Бурсе, Денизли и Гебзе.
Кроме того, в мае 2010 года власти для стимулирования научно-исследовательских работ и высокотехнологических секторов промышленности создали 38 зон технологического развития (больше всего в илах Анкара, Стамбул и Коджаэли). Также, согласно планам правительства, были созданы специализированные производственные кластеры: Анкара (программное обеспечение и промышленное оборудование), Конья (автокомплектующие), Маниса (электроника), Денизли — Ушак (домашний текстиль), Мерсин (обработанные продукты), Измир (органические продукты), Мугла (производство яхт), Эскишехир, Биледжик и Кютахья (керамика).
Доля секторов обрабатывающей промышленности в общем экспорте по состоянию на 2009 год:
| - Металлургия (15,8 %) - Автомобильная промышленность (13,5 %) - Швейная промышленность (10,1 %) - Текстильная промышленность (10,0 %) - Промышленное оборудование (8,5 %) - Пищевая промышленность (6,2 %) - Металлообработка (4,7 %) - Химическая промышленность (4,5 %) - Электротехническая промышленность (4,3 %) - Производство пластмасс и резины (4,2 %) - Добыча неметаллических полезных ископаемых (3,9 %) |  | - Нефтепереработка и угольная промышленность (3,8 %) - Мебельная промышленность (2,9 %) - Производство других транспортных средств (2,5 %) - Электронная промышленность (2,0 %) - Бумажная промышленность (1,0 %) - Кожевенно-обувная промышленность (0,5 %) - Деревообрабатывающая промышленность (0,5 %) - Производство медицинского оборудования и оптики (0,4 %) - Табачная промышленность (0,3 %) - Издательско-полиграфическая промышленность (0,2 %) - Производство офисной техники (0,1 %) |

## Современное состояние
По состоянию на 2012 год в число крупнейших промышленных корпораций Турции входили Tüpraş, Ford Otosan, Oyak-Renault, Arçelik, Elektrik Üretim, Tofaş, İsdemir, Erdemir, İÇDAŞ и Aygaz (причём пять из них входили в сферу интересов крупнейшей турецкой группы Koç Holding: Tüpraş, Ford Otosan, Arçelik, Tofaş и Aygaz, а три — в сферу интересов армейского пенсионного фонда OYAK: Oyak-Renault, İsdemir и Erdemir). Рост промышленного производства составил в 2012 году 1,7 %. Из 27,3 млн трудящихся в промышленности было занято 26,2 %. Экспорт в 2012 году составил 163,4 млрд долл. (в 2011 году — 143,5 млрд), основными товарными группами были готовая одежда, пищевые продукты, текстиль, металлы и транспортное оборудование (главным образом автомобили и комплектующие). Главными потребителями турецких товаров были Германия (8,6 %), Ирак (7,1 %), Иран (6,5 %), Великобритания (5,7 %), ОАЭ (5,4 %), Россия (4,4 %), Италия (4,2 %) и Франция (4,1 %).
По состоянию на 2008 год пятью крупнейшими промышленными регионами были Стамбул, Бурса — Эскишехир — Биледжик, Коджаэли — Сакарья — Дюздже — Болу — Ялова, Анкара и Измир. В обрабатывающей промышленности было занято 2,86 млн человек, в строительстве — 717,1 тыс., в горнодобывающей промышленности — 97,7 тыс., в энергетике, газовом и водном хозяйстве — 96,4 тыс..
| Отрасль промышленности                                   | Оборот (млрд долл.)               | Экспорт (млрд долл.)                | Число занятых (тыс. человек) | Доля в ВВП (%)        |
| -------------------------------------------------------- | --------------------------------- | ----------------------------------- | ---------------------------- | --------------------- |
| Лёгкая промышленность (текстиль, одежда, ковры, обувь)   | 27,7 (2002) 30,0 (2007)           | 13,9 (2002) 24,0 (2007) 19,3 (2009) | более 750 (2002)             | 10 (2002)             |
| Текстильная промышленность                               | 16,6 (2002) 17,5 (2005)           | 6,2 (2002) 8,1 (2006)               |                              |                       |
| Швейная промышленность                                   | 11,0 (2002)                       | 7,6 (2002) 13,5 (2007)              |                              |                       |
| Кожевенная промышленность                                | 2,3 (2002)                        | 0,25 (2002) 0,85 (2007)             |                              |                       |
| Обувная промышленность                                   | 1,4 (2002)                        | 0,15 (2002) 0,31 (2007)             | 27 (2007)                    |                       |
| Пищевая промышленность                                   | 25,5 (2002)                       | 1,6 (2002) 5,9 (2009)               | более 100 (2002)             | 5 (2002)              |
| Автомобильная промышленность                             | 6,1 (2002)                        | 3,7 (2002) 16,9 (2009)              | около 150 (2002) 265 (2009)  |                       |
| Производство австокомплектующих и запчастей              | 13,3 (2009)                       | 7,3 (2009)                          |                              |                       |
| Производство промышленного оборудования                  | 5,8 (2002)                        | 2,6 (2002) 8,75 (2006)              | около 130 (2002)             |                       |
| Производство бытовых приборов                            | 8,0 (2008)                        | 3,4 (2008) 2,6 (2009)               |                              |                       |
| Производство электроники                                 | 9,5 (2009)                        | 4,9 (2009)                          |                              |                       |
| Химическая промышленность                                | 9,4 (2002)                        | 1,7 (2002) 6,3 (2009)               | около 45 (2002) 81,5 (2009)  |                       |
| Нефтехимическая промышленность                           | 1,5 (2002)                        | 0,6 (2002)                          |                              |                       |
| Производство химических удобрений                        | 0,58 (2002)                       |                                     |                              |                       |
| Лакокрасочная промышленность                             |                                   | 0,15 (2004) 0,35 (2007)             |                              |                       |
| Фармацевтическая промышленность                          | 2,4 (2002)                        | 0,14 (2002) 0,24 (2004) 0,43 (2009) | 21 (2002) 25 (2009)          |                       |
| Нефтеперерабатывающая промышленность                     | 12,2 (2002)                       | 0,67 (2002)                         |                              |                       |
| Цементная промышленность                                 | 1,4 (2002) 4,5 (2009)             | 0,25 (2002) 1,0 (2009)              | 15 (2009)                    |                       |
| Стекольная промышленность                                | 1,1 (2002)                        | 0,51 (2002) 0,38 (2008)             |                              |                       |
| Керамическая промышленность                              | 1,2 (2002)                        | 0,48 (2002) 0,69 (2008)             | 220 (2008)                   |                       |
| Мебельная промышленность                                 | 6,0 (2006) 10,0 (2009)            | 1,2 (2008)                          | около 500 (2009)             |                       |
| Металлургическая промышленность                          |                                   |                                     |                              |                       |
| Сталелитейная промышленность                             | 6,2 (2002)                        | 2,9 (2002)                          | 27 (2002)                    | 0,8 (2002)            |
| Алюминиевая промышленность                               | 0,42 (2002)                       | 0,25 (2002)                         |                              |                       |
| Медная промышленность                                    | 0,55 (2002)                       | 0,12 (2002) 1,16 (2008) 0,6 (2009)  |                              |                       |
| Металлообрабатывающая промышленность (литьё и штамповка) |                                   | 4,7 (2008)                          | около 25 (2009)              |                       |
| Добывающая промышленность                                | 1,9 (2002) 10,2 (2008) 9,2 (2009) | 0,39 (2002) 3,2 (2008) 2,45 (2009)  | около 98 (2008)              | 1,1 (2003) 1,5 (2009) |

## Лёгкая промышленность

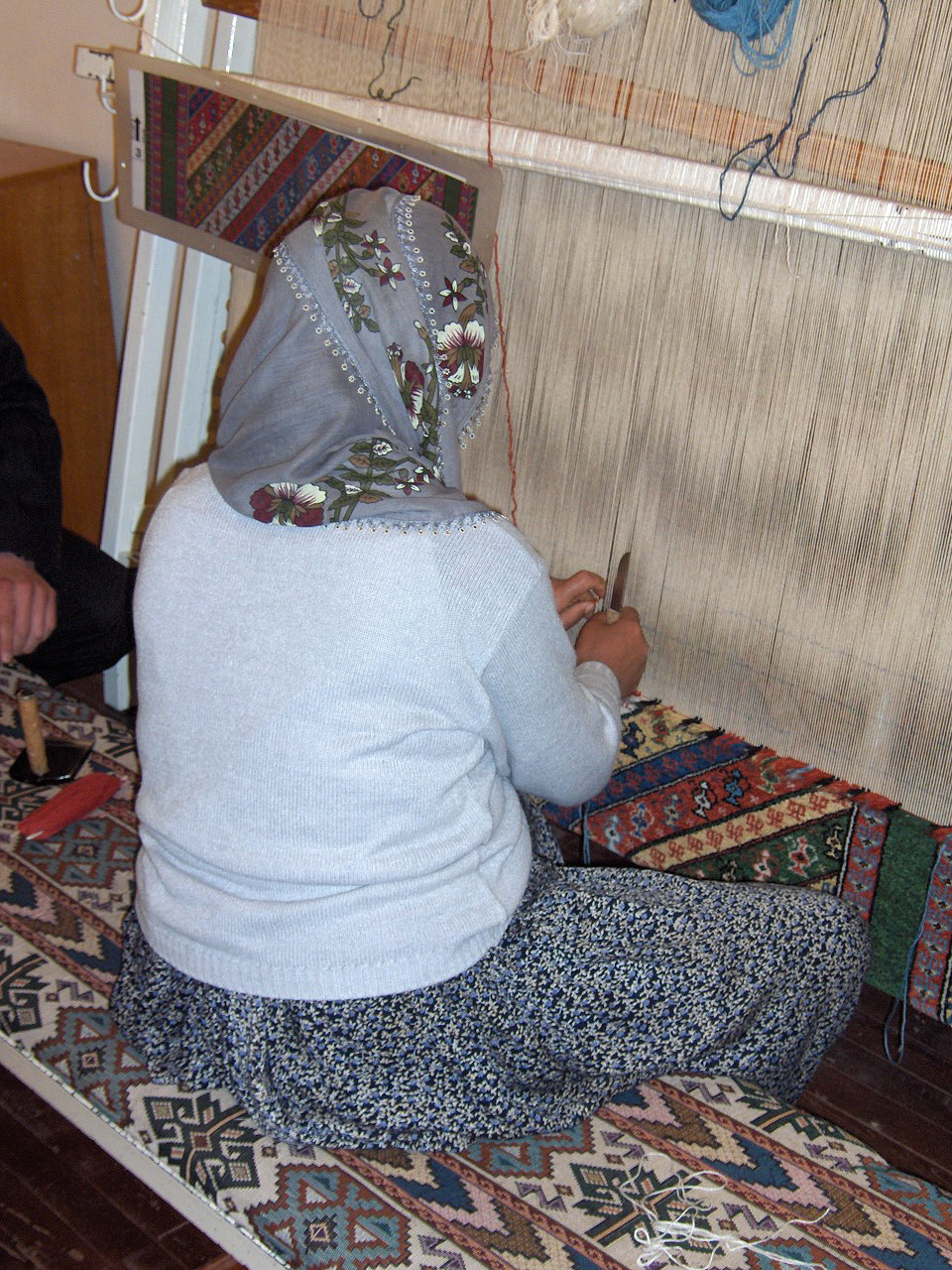
Ручное производство турецких ковров

В 2002 году турецкая текстильная и швейная промышленность произвела продукции на 27,7 млрд долл. и экспортировала на 13,9 млрд долл. (в 1979 году — на 595 млн долл., в 1990 году — на 5,1 млрд долл.), её доля в общем промышленном производстве составляла 21,5 %, в общем экспорте промышленной продукции — 36,2 %, в общем экспорте — 33,7 % и в ВВП Турции — более 10 %. В 2007 году Турция произвела текстиля и одежды на 30 млрд долл., экспорт текстиля, одежды и ковров достиг 24 млрд долл., что составляло 21 % общего экспорта (Турция выдвинулась на пятое-шестое место в мире по экспорту одежды и на третье-четвёртое место — по экспорту домашнего текстиля). В 2009 году экспорт текстиля и одежды сократился до 19,3 млрд долл., составив 19 % общего экспорта. Если в 1980-х годах в экспорте преобладали волокна, пряжа и ткани, то постепенно стала расти доля готовой одежды. Основными импортёрами турецкого текстиля и одежды являются страны Евросоюза, Россия и Украина. В текстильной, швейной и кожевенной промышленности Турции занято более трети всех работающих в обрабатывающей промышленности (по различным данным, в текстильной и швейной отраслях работало от 750 тыс. до 1,9 млн человек и около 40 тыс. компаний). Доля частного иностранного и турецкого государственного капитала в лёгкой промышленности незначительна. Под давлением более дешёвой продукции из Китая, Вьетнама, Индии, Бангладеш и Пакистана многие турецкие компании перешли в более дорогой ценовой сегмент и освоили производство брендовой продукции. Также большую роль продолжает играть ковровая промышленность. В 2007 году страна экспортировала ковров машинного производства на 850 млн долл. (мощности позволяли производить более 190 млрд м²) и ковров и ковриков ручной работы на 186 млн долл. (производство оценивалось в 3,5 млн м²). Кроме того, активно развивается сектор расходных материалов — застёжек-молний, пуговиц, кнопок, крючков, шнурков, этикеток, резинок, вышивки, тесьмы, войлочных стелек, упаковочных, отделочных и обивочных тканей и лент (в 2007 году прямой экспорт этих товаров составил почти 500 млн долл., а косвенный, в составе текстиля и одежды — 1,8 млрд долл.).

### Текстиль
Текстильная промышленность является одним из старейших и ведущих секторов турецкой экономики. Экономическая реформа, осуществлённая в 1980 году, способствовала росту экспорта текстильной продукции и импорту нового текстильного оборудования. В 2002 году текстильная промышленность произвела продукции на 16,6 млрд долл. (в 1990 году — 8,8 млрд) и экспортировала на 6,2 млрд долл. (в 1990 году — 3,1 млрд). В 2005 году было произведено текстильной продукции на 17,5 млрд долл., в 2006 году экспорт текстиля достиг 8,1 млрд долл. (в том числе тканей — 3,1 млрд, волокон и пряжи — более 1,7 млрд). В 2009 году в десятку крупнейших покупателей турецкого текстиля входили Россия (15 %), Италия (9,7 %), Германия (6,1 %), Румыния (4,6 %), Польша (4,3 %), Иран (4,1 %), Болгария (3,8 %), Великобритания (3,2 %), Египет (2,9 %) и США (2,9 %). Главными статьями текстильного экспорта являются синтетические ткани, хлопчатобумажные ткани, нити и пряжа, шерстяные ткани. Кроме того, Турция является ведущим в мире производителем шерстяной пряжи и третьим по величине производителем мохера.
В 2005 году Турция произвела 1,65 млрд м хлопчатобумажных тканей (в 2004 году — 1,7 млрд м), 688 млн м синтетических тканей, 63 млн м шерстяных тканей, 13 млн м льняных, пеньковых и джутовых тканей и 55 тыс. т кордовых тканей, а также 1,05 млн т хлопчатобумажной пряжи, 714 тыс. т искусственной пряжи, 453 тыс. т химических волокон, 200 тыс. т шерстяной пряжи, 2 тыс. т льняной и джутовой пряжи, 1 тыс. т мохера. Турция является крупным производителем и экспортёром домашнего текстиля, особенно в страны Евросоюза (где она занимает второе место в этом секторе). В 2007 году страна экспортировала изделий домашнего текстиля на 1,9 млрд долл. (полотенец, постельного и столового белья, штор, занавесок, покрывал, мебельной обивки и одеял). С ростом благосостояния граждан увеличился спрос на технический текстиль и изделия из нетканных материалов — средства женской гигиены, подгузники, медицинский текстиль, зубную нить, тупферы и т. д. Кроме того, широкое применение технического текстиля наблюдается в автомобильной, упаковочной, швейной и химической промышленности, строительстве, логистике, медицине, фильтрации и сельском хозяйстве (мешки и большие сумки, кордовые волокна для шин, ремни безопасности, мембраны, чехлы, ткани высокой устойчивости, верёвки и канаты). В 2007 году Турция произвела 110 тыс. метрических тонн нетканого текстиля и экспортировала технического и нетканого текстиля на более 1,5 млрд долл. (страна занимает первое место в мире по экспорту больших мешков и сумок и одно из ведущих мест по экспорту кордовых волокон для шинн).
Наибольшая концентрация текстильных предприятий наблюдается в Мраморноморском (56 % занятых в текстильной промышленности страны, 67 % всех текстильных компаний и 71 % экспорта текстиля, основные центры — Стамбул, Бурса, Текирдаг и Балыкесир), Эгейском (12 % занятых в текстильной промышленности страны, 11 % всех текстильных компаний и 10 % экспорта текстиля, основные центры — Измир, Денизли и Ушак) и Средиземноморском (основные центры — Газиантеп, Адана, Кахраманмараш и Анталья) регионах, а также в Центральной Анатолии (основной центр — Кайсери).
Среди крупнейших производителей тканей Турции выделяются компании Korteks Mensucat, Kordsa Global Endüstriyel, Zorlu Linen Dokuma, Bilkont Diş, Altinyildiz Mensucat, Gap Güneydoğu Tekstil, Atateks Tekstil, Akin Tekstil, Kilim Grubu Kartaltepe, Yünsa Yünlü, Örma Tekstil, Çetinkaya Mensucat, Aydin Örme, Flokser Tekstil, Şahinler Mensucat, Aydin Mensucat и Aksu Iplik Dokuma (Стамбул), Sanko Tekstil и Isko Dokuma (Газиантеп), Yeşim Tekstil, Küçükçalik Tekstil, Akbaşlar Tekstil, Negris Tekstil и Harput Tekstil (Бурса), Bossa (Адана), S.S. Tariş Pamuk и Söktaş Tekstil (Измир), Menderes Tekstil, Denizli Basma, Ozanteks Tekstil и Küçüker Tekstil (Денизли), Orta Anadolu, Birlik Mensucat, Boyteks Tekstil и Karsu Tekstil (Кайсери), Kipaş Mensucat, Arsan Tekstil, Matesa Tekstil, Kipaş Denim и Iskur Tekstil (Кахраманмараш), Ataç (Анталья) и Işbir Sentetik Dokuma (Балыкесир). В турецкой текстильной промышленности сильно присутствие ведущих финансово-промышленных групп страны: Çalık Holding, Sabanci Holding, Zorlu Holding, Sanko Holding, Boydak Holding, Hamoğlu Holding, Akça Holding,Yimpaş Holding, Ren Holding и Sun Holding.
Крупнейшими производителями волокон и пряжи являются компании Aksa Akrilik Kimya, Korteks Mensucat, Kordsa Global Endüstriyel, Bilkont Diş, Atateks Tekstil, Aydin Mensucat и Aksu Iplik Dokuma (Стамбул), Advansa Sasa Polyester (Адана), Sanko Tekstil, Gülsan Sentetik Dokuma, Isko Dokuma, Merinos Hali и Akteks Akrilik (Газиантеп), S.S. Tariş Pamuk (Измир), Orta Anadolu и Karsu Tekstil (Кайсери), Kipaş Mensucat, Arsan Tekstil и Iskur Tekstil (Кахраманмараш), Akbaşlar Tekstil, Negris Tekstil, Biran Iplik, Sifaş Sentetik Iplik и Coats Türkiye Iplik (Бурса), Birko Birleşik (Нигде). Крупнейшими производителями технического текстиля и нетканных материалов являются компании Kordsa Global Endüstriyel, Gülsan Group, Hassan Group, Advansa Sasa Polyester, General Tekstil, Hayat Temizlik, Mogul Tekstil, Vateks Tekstil, Aklnal Sentetik Tekstil, Fiberflon, Sude Suni Deri и Kurt Kuma.

### Одежда
Турция славится производством и экспортом готовой одежды. Швейная промышленность зародилась в 1950-х годах, но её бурный рост начался в конце 1970-х. В 2002 году швейная промышленность произвела продукции на 11 млрд долл. (в 1990 году — 3,2 млрд) и экспортировала на 7,6 млрд долл. (в 1990 году — 2 млрд). В 2007 году экспорт одежды достиг 13,5 млрд долл., в пятёрку крупнейших покупателей турецкой одежды входили Германия, Великобритания, Франция, Нидерланды и США (в том же году Турция являлась вторым по величине поставщиком готовой одежды в страны Евросоюза, четвёртым в мире экспортёром вязанной одежды и восьмым в мире экспортёром тканной одежды). Около 80 % экспорта одежды приходилось на изделия из хлопчатобумажных тканей. Вязанные изделия составляли около 60 % всего экспорта турецкой одежды, а тканные — около 40 %. Стамбул является крупнейшим центром турецкой моды и центром торговли одеждой, а большинство швейных фабрик расположено в городах Измир, Бурса, Анкара, Денизли, Газиантеп, Кайсери, Текирдаг, Адыяман, Кахраманмараш, Адана, Адапазары, Конья и Мерсин. Наиболее экспортно ориентированным подсектором швейной промышленности является производство кожаной и меховой одежды, в котором Турция занимает третье место в мире, уступая лишь Китаю и Италии (в 2002 году производство составило 882 млн долл., а экспорт — 411 млн долл.). Основными центрами по производству кожаной и меховой одежды являются Стамбул, Измир, Чорлу, Салихлы и Анталья.
В 2007 году среди важнейших товарных групп экспорта одежды выделялись вязанные футболки и майки (3,088 млрд долл.), тканные женские костюмы, платья, юбки и шорты (2,38 млрд долл.), тканные мужские костюмы, жакеты, брюки и шорты (1,351 млрд долл.), вязанные свитеры, пуловеры и жакеты (1,27 млрд долл.), вязанные женские костюмы, платья, юбки и шорты (888 млн долл.), вязанные колготы и чулки (856 млн долл.), вязанные женские блузки и рубашки (587 млн долл.), тканные мужские рубашки (511 млн долл.), тканные женские блузки и рубашки (492 млн долл.).
Среди крупнейших и наиболее известных турецких производителей одежды выделяются компании Çak Group (фабрики в Стамбуле и Адапазары), Mavi Jeans (фабрика в Черкезкёй), Saray Hali (фабрика в Стамбуле), Yataş Yatak (фабрика в Кайсери), Yakupoglu Tekstil (фабрика в Анкаре), Üniteks Gida Tekstil (фабрика в Измире), Aydinli Hazir (фабрика в Стамбуле), Mintay Tekstil (фабрика в Стамбуле). Также предприятия Турции выполняют заказы компаний Hugo Boss, Levi Strauss & Co., H&M, Inditex и Benetton Group.

### Кожевенные изделия и обувь
Выделка кож и производство кожаной обуви и аксессуаров являются важным сектором лёгкой промышленности Турции. В 2002 году кожевенная промышленность Турции, период быстрого развития которой начался в 1980-х годах, произвела продукции на 2,3 млрд долл. и экспортировала на 250 млн долл. (в 2007 году — почти на 850 млн долл.). Сокращение внутреннего производства сырых кож компенсировалось масштабным импортом кожевенного сырья (если в 1990 году он составлял 128 млн долл., то в 2002 году вырос до 423 млн долл.). Крупнейшими центрами кожевенной промышленности являются три специализированные зоны в Тузле, Менемене (Измир) и Чорлу, открытые в 1990-х годах, а также Маниса, Кула, Салихлы, Ушак, Бор, Бурса, Гереде, Денизли, Антакья, Ыспарта, Гёнен и Газиантеп. Центрами производства изделий из кожи (ремни, кошельки, сумки, портфели и чехлы) являются Стамбул, Измир, Бурса и Анкара.
Обувная промышленность зародилась в 1950-х годах, но процесс её модернизации и стремительного роста пришёлся на 1980-е годы. Мощности по ежегодному производству обуви выросли со 155 млн пар в 1990 году до 305 млн пар в 2002 году (наибольший рост наблюдался в сегментах тапочек и обуви из полиуретана). В 2002 году отрасль произвела продукции на 1,4 млрд долл. (в том числе кожаной обуви — на 951 млн долл., тапочек — на 192 млн, текстильной обуви — на 142 млн, пластиковой обуви — на 91 млн и резиновой обуви — на 31 млн) и экспортировала на 154 млн долл. В том же году Турция занимала 11-е место среди крупнейших мировых производителей обуви с долей в 1,3 % мирового рынка.
В 2007 году в обувной промышленности работало 27 тыс. человек и более 4,7 тыс. компаний. Турция экспортировала обуви на 316 млн долл. (в том числе кожаной обуви — на 167 млн), основными рынками сбыта были Россия, Румыния, Болгария, Саудовская Аравия, Великобритания, Греция, Германия, Нидерланды, Франция, Ирак и Израиль. Крупнейшими центрами обувной промышленности являются Кючюкчекмедже, Борнова (Измир), Газиантеп, Конья, Анкара, Маниса, Денизли, Адана, Малатья, Антакья, Трабзон, Искилип и Ыспарта.
Также развивается и экспортирует свою продукцию подсектор комплектующих для обуви (подошвы, каблуки, супинаторы, ранты), крупнейшими центрами которого являются Стамбул, Измир, Конья и Газиантеп. Среди наиболее известных турецких производителей и экспортёров обуви выделяются компании ASD Footwear (внешнеторговое объединение малых и средних производителей обуви) и Lescon (крупный производитель спортивной обуви).

## Пищевая промышленность

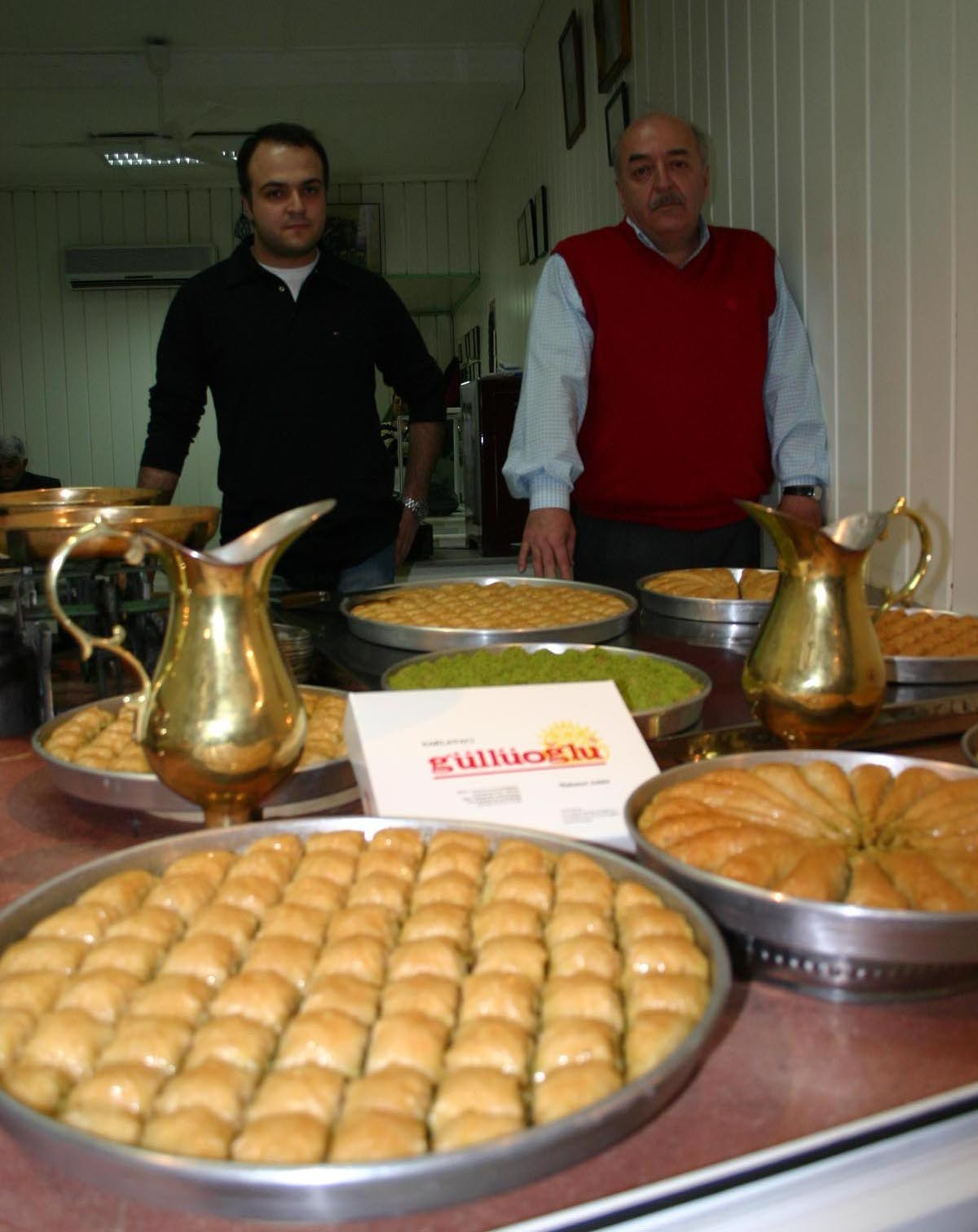
Турецкие сладости — популярный продукт как внутри страны, так и за рубежом

Производство продуктов питания и напитков, которое опирается на развитое сельское хозяйство, занимает важное место в промышленном секторе Турции. В 1990-х годах государство приватизировало многие молочные и мясные предприятия, сохранив небольшое присутствие лишь в сахарной и чайной промышленности. Под давлением розничных сетей (Migros Türk, Carrefour, BİM, Metro, Tansaş и Tesco Kipa) турецкие пищевые предприятия повышают качество выпускаемой продукции, переходя на международные стандарты, увеличивают глубину обработки и долю упакованных продуктов (всё большее распространение получает готовая к употреблению еда — полуфабрикаты и замороженные продукты). К 2000 году среди общего количества пищевых предприятий более 65 % приходилось на мукомольные фабрики, пекарни и макаронные предприятия, 11,5 % — на фабрики по обработке овощей и фруктов, 11 % — на молочные предприятия, 3,5 % — на масложировые фабрики, 3 % — на кондитерские фабрики, остальное — на мясообрабатывающие и другие предприятия. В 2002 году пищевая промышленность страны произвела продукции на 25,5 млрд долл. и экспортировала на 1,6 млрд долл., в этом же году её доля в ВВП Турции составляла около 5 %, а в общем промышленном производстве — около 20 % (в отрасли было занято более 100 тыс. зарегистрированных сотрудников и работало свыше 28 тыс. предприятий, в том числе 2 тыс. — относительно крупных и современных).
В 2002 году среди общего производства пищевых продуктов 40,7 % пришлось на продукты из зерна и крахмала (в том числе хлеб, пшеничная мука, манная крупа, крахмал, печенье и макароны), 14,4 % — на молочные продукты (в том числе йогурт и сыры), 13,8 % — на мясные продукты (в том числе говядина, баранина и птица), 12,4 % — на сахар и кондитерские изделия (в том числе рахат-лукум, шоколадные изделия и жевательная резинка), 7,2 % — на обработанные овощи и фрукты (в том числе томатная паста, упакованные лесные орехи, замороженные и консервированные овощи и фрукты, сок и соковый концентрат, маринованные оливки), 6,1 % — на растительные масла (в том числе маргарин, подсолнечное и оливковое масло), 1,5 % — на рыбные продукты. В том же году важнейшими экспортными продуктами были лесные орехи, консервированные овощи и фрукты, печенье, томатная паста и шоколадные изделия.
С ростом въездного туризма существенно увеличилось производство алкогольных напитков — пива, ракы, вина и водки. В 2002 году Турция произвела 785 млн литров пива на 460 млн долл. и почти 60 млн литров ракы на 350 млн долл. В 2009 году страна экспортировала 104 млн л алкогольных напитков (среди которых 95 % приходилось на пиво, остальное — на вино и ракы), а также находилась на пятом месте в мире по производству чая. Суммарная мощность винной промышленности Турции составляла около 120 млн л в год (основные регионы — Центральная Анатолия, фракийская часть Мраморноморского региона и Эгейский регион). В 2009 году страна экспортировала 3,6 млн л вина на 7,7 млн долл. (основные рынки сбыта — Бельгия, Северный Кипр и Германия).
Реформы, проведённые в 2000-х годах, позволили увеличить экспорт в Европу органических продуктов, а в мусульманские страны — халяльных продуктов. В 2009 году среди 22 тыс. пищевых предприятий 65 % приходилось на мукомольные фабрики, пекарни и макаронные предприятия, 12 % — на фабрики по обработке овощей и фруктов, 11 % — на молочные предприятия, 5 % — на предприятия по выпуску напитков, 4 % — на масложировые фабрики, 3 % — на кондитерские фабрики, 1 % — на мясообрабатывающие предприятия. В том же году Турция произвела 1,9 млн т кондитерских изделий, существенную часть которых экспортировала (рахат-лукум, карамель, ириски, жевательная резинка, шоколадные конфеты и батончики), более 13,2 млн л напитков (бутилированная минеральная вода, сладкая газированная вода, фруктовые и овощные соки, алкогольные напитки).
В 2009 году экспорт турецких продуктов питания и напитков составил более 5,9 млрд долл. (в том числе обработанных фруктов и овощей — 2,14 млрд, муки и круп — 787 млн, кондитерских изделий — 628 млн, растительных и животных масел и жиров — 508 млн, хлебобулочных изделий — 417 млн, мясных продуктов — 177 млн, рыбных продуктов — 154 млн, мучных изделий, включая макароны, лапшу и кускус — 149 млн, молочных продуктов — 142 млн, безалкогольных напитков и воды — 82 млн, пива и солода — 62 млн, крахмала и изделий из него — 56 млн).
В 2004 году власти распродали предприятия по производству ракы, пива и вина государственного табачно-алкогольного холдинга Tekel. В сахарной промышленности лидируют компании Türkiye Şeker Fabrikaları (завод в Анкаре), Konya Şeker (завод в Конья) и Kayseri Şeker Fabrikası (завод в Кайсери); в пивоваренной промышленности — Anadolu Efes (пивоваренные заводы в Стамбуле, Измире, Гюнее и Анкаре, солодовый завод в Афьонкарахисаре) и Türk Tuborg (завод в Измире); в секторе прохладительных напитков и соков — Coca-Cola Içecek (заводы в Чорлу, Бурсе, Измире, Анкаре, Мерсине, Элязыге, Сапандже и Кёйджегизе), PepsiCo, Kristal Kola, Yıldız Holding и Dimes (заводы в Токате); в секторе минеральной воды — Danone, Erikli, Nestle, Pınar, Niksar, Hamidiye, Saka и Marsan Gıda; в чайной промышленности — Çaykur (или Çay İşletmeleri Genel Müdürlüğü, фабрика в Ризе), Doğuş Holding, Doğadan и Unilever; в кондитерской промышленности — Yıldız Holding (включая Ülker Çikolata и Ülker Bisküvi, фабрики в Стамбуле, Анкаре, Пендике и Карамане), Eti Gıda (заводы в Эскишехире и Бозююке), Cadbury (включая Kent Gıda и Intergum Gida, завод в Гебзе), Biskot Bisküvi Gıda (завод в Карамане), Fresh Cake Gida / Doruk & Unmas, Gülsan Gıda, Ak Gıda, Önem Gıda и Altınmarka Gıda; в молочной промышленности и секторе детского питания — Sütaş Süt Ürünleri (завод в Бурсе), Yaşar Holding (включая Pınar Süt Mamülleri, завод в Измире), Sagra, Yildiz Holding (включая Kerevitas Gida), Bulutoglu Gida, Eti Gıda (завод в Конье), Ak Gıda и Tat Konserve (завод в Мустафакемальпаша); в мясном секторе, включая подсектор куриного мяса и яиц — C.P. Standart Gıda, Yaşar Holding, Tat Konserve (завод в Тузле) и Apikoğlu (завод в Тузле); в секторе обработки орехов — Oltan Gıda (завод в Трабзоне); в секторе консервированных овощей, томатной пасты и соусов — Tat Konserve (заводы в Мустафакемальпаша, Караджабей и Торбалы); в секторе макарон — Marsan Gıda (завод в Адане) и Tat Konserve (завод в Борнове); в секторе растительных и животных масел и жиров — Marsan Gıda; в секторе фруктовых соков, консервированных фруктов и джемов — Gülsan Gıda (заводы в Кайсери и Невшехире).
Число иностранных компаний, работающих в пищевой промышленности, увеличилось с 376 в 2008 году до 421 в 2009 году. В 2008 году прямые иностранные инвестиции в пищевой сектор составили 1,25 млрд долл. (в 2007 году — 766 млн, в 2006 году — 608 млн, в 2005 году — 68 млн), но затем из-за финансового кризиса существенно сократились. Среди крупнейших иностранных компаний, присутствующих на турецком рынке, выделяются американская TPG Capital (через Mey Icki), британская Cadbury (через Intergum Gida и Kent Gıda), американская The Coca-Cola Company (через Coca-Cola İçecek и Efes Sinai Yatirim Holding), израильская Central Bottling Company (через Türk Tuborg), французская Danone, швейцарская Nestle, британско-голландская Unilever, американская PepsiCo, канадская Alliance Grain Traders (через Arbel Group), саудовская Afia International (через Yudum Food), бразильская Sucocitrico Cutrale (через Etap Tarim ve Gida), французская Groupe Bel (через Karper), немецкая Klueh Service Management (через Emin Catering).

## Табачная промышленность
В табачной промышленности доминируют компании Philsa (совместное предприятие Philip Morris International, Sabanci Holding и R.J. Reynolds Tobacco, владеющее фабрикой в Торбалы возле Измира) и British American Tobacco (купила активы бывшей государственной монополии Tekel, приватизированной в 2008 году).

## Машиностроение

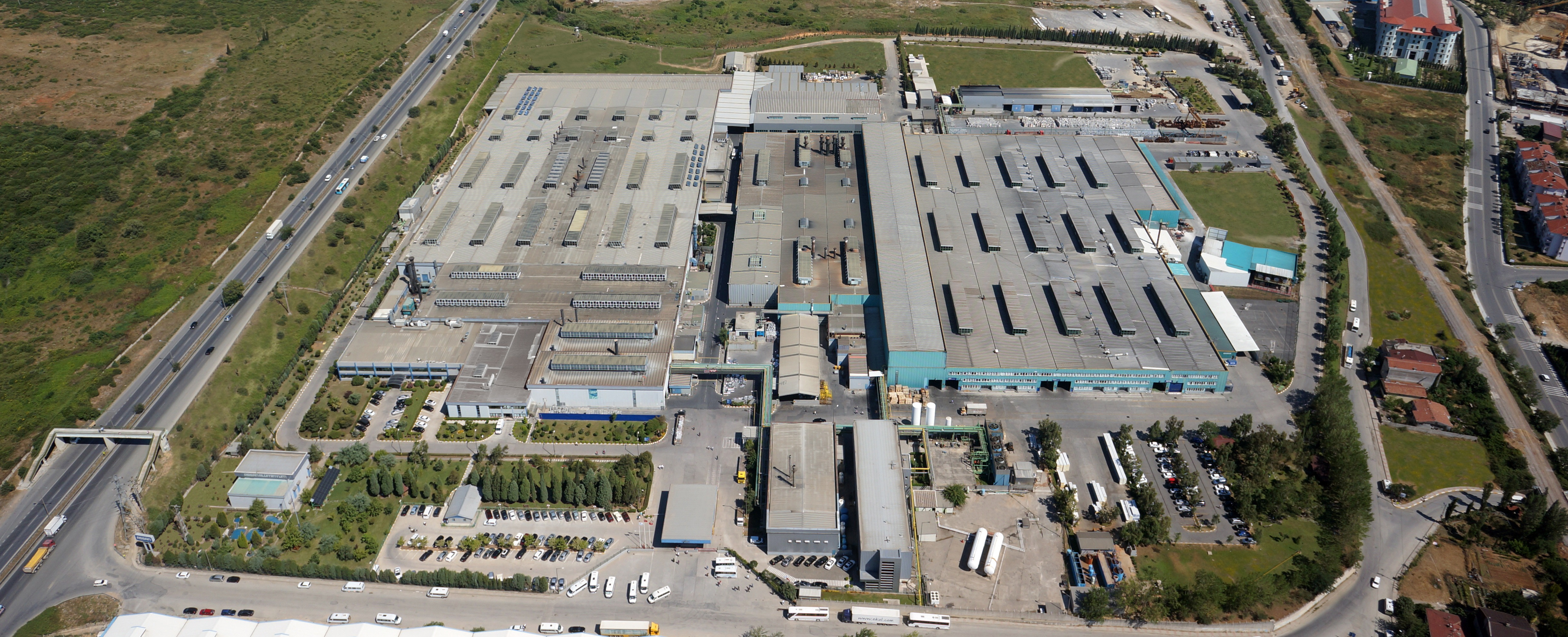
Предприятие группы Kibar Holding

Ведущими секторами машиностроения Турции являются производство автомобилей и автокомплектующих, бытовой электротехники и электроники, сельскохозяйственной и дорожно-строительной техники, промышленного и военного оборудования. В 2002 году сектор промышленного оборудования произвёл продукции на 5,8 млрд долл. и экспортировал на 2,6 млрд долл. (в секторе работало более 16 тыс. фирм и около 130 тыс. занятых, его доля в обороте обрабатывающей промышленности достигала 4,5 %). В 2006 году экспорт промышленного оборудования составил уже 8,75 млрд долл. В Турции производят оборудование для текстильной, швейной, кожевенной и пищевой промышленности, упаковочные линии, насосы и компрессоры, различные станки, подъёмное и погрузочно-разгрузочное оборудование, комплектующие и запчасти для промышленного оборудования. Во второй половине 2008 — первой половине 2009 года в результате экономического кризиса производство и экспорт продукции турецкого машиностроения значительно сократились (например, в автомобильном секторе экспорт упал почти на треть).

### Автомобили и автокомплектующие
Производство легковых и коммерческих автомобилей (в том числе пикапов и фургонов), микроавтобусов, грузовых автомобилей, спецтехники, больших и средних автобусов и комплектующих к ним является ведущей отраслью машиностроительной промышленности Турции. Автомобильный сектор зародился в 1950—1960-х годах, когда на защищённом властями от импорта внутреннем рынке началось производство автомобилей по лицензии компаний Ford, Renault и Fiat. С начала 1980-х годов начался период либерализации сектора, в первой половине 1990-х годов стартовали первые поставки за рубеж. Во второй половине 1990-х годов, с ростом благосостояния граждан, стал расти внутренний рынок и появилась возможность массово экспортировать автомобили на внешние рынки, особенно в страны Евросоюза, что дало значительный толчок к развитию турецкой автомобильной отрасли.
В 1959 году начала производство компания Ford Otosan, в 1963 году — Otokar, в 1964 году — BMC и Askam, в 1966 году — Karsan, MAN, Otoyol и A.I.O.S., в 1968 году — Mercedes-Benz Türk, в 1971 году — Oyak-Renault и TOFAŞ, в 1987 году — Temsa, в 1994 году — Toyota, в 1997 году — Honda и Hyundai Motor. В 2002 году в автосборочной промышленности было занято более 26 тыс. человек, а с учётом производителей автокомплектующих и других субподрядчиков — около 150 тыс. человек. В том же году отрасль произвела продукции на 6,1 млрд долл. (в 2000 году — на 8,4 млрд) и экспортировала на 3,7 млрд долл. Экономические кризисы конца 1990 — начала 2000-х годов ярко иллюстрируют колебания количества произведённых в стране транспортных средств: 1998 год — 344,5 тыс. штук, 1999 год — 297,8 тыс. штук, 2000 год — 430,9 тыс. штук, 2001 год — 270,7 тыс. штук, 2002 год — 346,5 тыс. штук, 2003 год — 533,6 тыс. штук, 2004 год — 823,4 тыс. штук и 2005 год — 879,4 тыс. штук. В 2006 году турецкие компании произвели 987,5 тыс. транспортных средств (в том числе легковых автомобилей — 545,7 тыс., пикапов — 369,8 тыс., грузовиков — 37 тыс., микроавтобусов — 20,7 тыс., больших и средних автобусов — 14,2 тыс.).
В 2007 году Турция произвела 1,1 млн транспортных средств, в 2008 году — 1,147 млн, в 2009 году — 869,6 тыс. (что позволило ей занять 17-е место в мире и 7-е место в Европе), при этом более 85 % производства пришлось на четыре ведущие компании — Ford Otosan, Oyak-Renault, Tofaş-Fiat и Toyota (они же входят в число 10 ведущих турецких компаний-экспортёров). В 2009 году турецкий автомобильный сектор экспортировал продукции на 16,9 млрд долл., что составило 17,4 % от общего экспорта страны (в 2009 году — 629 тыс. транспортных средств, в 2008 году — 910,3 тыс., в 2007 году — 818,3 тыс.). В том же году около 76 % произведённых транспортных средств страна экспортировала, главным образом в Европу (в первой половине 2010 года — около 73 %). В 2009 году подсектор автомобильных комплектующих и запчастей произвёл продукции на 13,3 млрд долл. и экспортировал на 7,3 млрд долл. (третья часть всего автомобильного экспорта). К 2010 году в сфере производства автомобилей, тракторов и автозапчастей было занято 265 тыс. человек.
Ведущими автомобилестроительными центрами Турции являются Бурса (заводы по производству легковых автомобилей Oyak-Renault и Tofaş), Адапазары (завод по производству легковых автомобилей Toyota, завод по производству автобусов, микроавтобусов и военной техники Otokar и завод по производству автобусов Otoyol), Гёльджюк (завод по производству микроавтобусов и легковых автомобилей Ford Otosan), Измит (завод по производству легковых автомобилей и микроавтобусов Hyundai Motor), Чайырова (завод по производству автобусов и грузовиков A.I.O.S.), Гебзе (завод по производству грузовиков Askam и завод по производству легковых автомобилей Honda), Измир (завод по производству автобусов и грузовиков BMC), Нилюфер (завод по производству микроавтобусов, легковых автомобилей и грузовиков Karsan), Инёню (завод по производству грузовиков и двигателей Ford Otosan), Анкара (завод по производству грузовиков и автобусов MAN), Аксарай (завод по производству грузовиков Mercedes-Benz), Адана (завод по производству автобусов и грузовиков Temsa), Башакшехир (завод по производству автобусов Mercedes-Benz), Картал (предприятия по производству и распределению автозапчастей Ford Otosan и A.I.O.S.).
Около 95 % производства приходится на лёгкие транспортные средства, включая легковые автомобили, пикапы и микроавтобусы, остальное — на грузовики и автобусы. В секторе легковых автомобилей лидируют Oyak-Renault, Tofaş, Toyota, Hyundai и Honda, в секторе пикапов — Ford Otosan, Tofaş и Karsan, в секторе микроавтобусов — Ford Otosan, Otokar и Karsan, в секторе лёгких и средних грузовиков — Mercedes-Benz, Ford Otosan, Temsa, BMC и Anadolu Isuzu, в секторе больших и средних автобусов — Mercedes-Benz, Anadolu Isuzu, MAN, Temsa и Otokar. Почти все крупнейшие турецкие автопроизводители являются совместными предприятиями: Oyak-Renault — Renault и Ordu Yardımlaşma Kurumu (OYAK), Tofaş — Fiat и Koç Holding, Ford Otosan — Ford и Koç Holding, Toyota Turkey — Toyota и Mitsui & Co., Hyundai Assan — Hyundai Motor и Kibar Holding, Anadolu Isuzu — Isuzu, Itochu и Anadolu Group.
В секторе производства автокомплектующих и запчастей в Турции работают такие гиганты, как Robert Bosch, ZF Friedrichshafen, Mahle, Brose Fahrzeugteile и Continental AG (Германия), Valeo и Michelin (Франция), Denso, Fuji Heavy Industries и Toyota Boshoku (Япония), Autoliv (Швеция), Magneti Marelli и Pirelli (Италия), Bekaert (Бельгия), Gestamp Automocion (Испания), Auto Sueco (Португалия), Mayer's Cars and Trucks (Израиль), Kennametal и Hayes-Lemmerz (США). Крупнейшими центрами по производству автокомплектующих и запчастей являются ил Коджаэли, где в 1999 году была создана специализированная промышленная зона TOSB, и Бурса, где расположен завод компании Robert Bosch. Главными рынками сбыта турецких автокомплектующих являются Германия, Италия, Франция, Великобритания, Польша, Бельгия, США, Испания, Румыния, Россия, Иран и Словакия, а крупнейшими товарными группами — части двигателя, коробки передач, резиновые комплектующие, колёса и комплектующие к ним, тормозные системы, сцепления.
|                             |                          |                            |                                         |                               |                               |
| Автобус производства Otokar | Автобус производства BMC | Автобус производства Temsa | Автобус производства Mercedes-Benz Türk | Автобус производства MAN Türk | Автобус производства A.I.O.S. |

В октябре 2019 года, в ответ на турецкое вторжение в Сирию, германский концерн Volkswagen отложил подписание контракта на строительство нового автосборочного завода в городе Маниса.

### Сельскохозяйственная и дорожно-строительная техника
В 2006 году в Турции было произведено 38,8 тыс. тракторов (в 2001 году — 15 тыс., в 2002 году — 10,8 тыс., в 2003 году — 29,8 тыс., в 2004 году — 40,6 тыс., в 2005 году — 36,5 тыс.). Крупнейшими производителями сельскохозяйственных тракторов являются компании Türk Traktör (завод в Анкаре), Uzel Agri, Tümosan Traktör, Hattat Tarim и Bozok. Также в Турции выпускают сельскохозяйственные комбайны, хлопкоуборочные и разбрызгивательные машины, экскаваторы и асфальтоукладчики.

### Электроника и электротехника

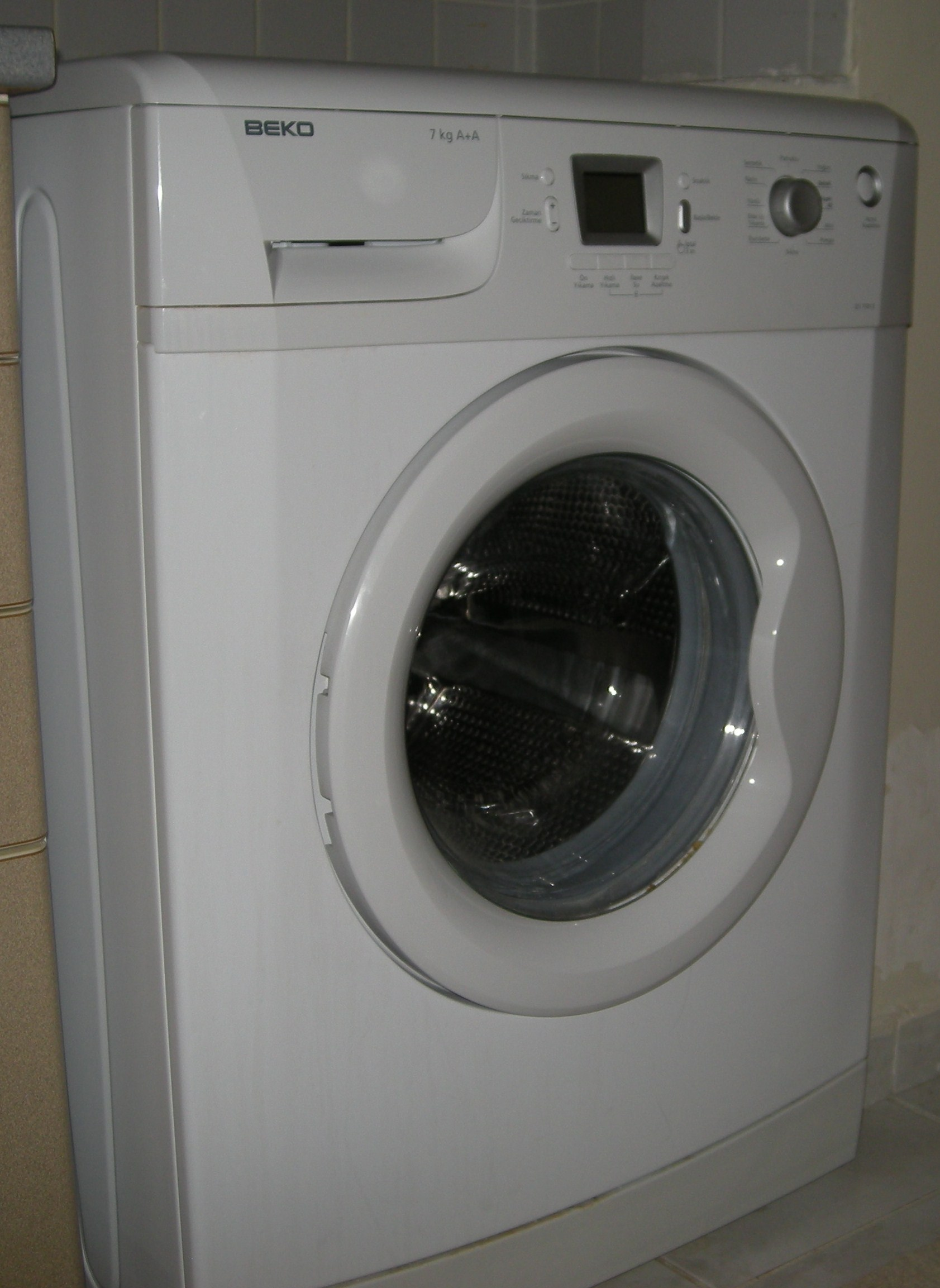
Стиральная машина марки Beko производства компании Arçelik

Производство бытовой электротехники и электроники, а также промышленной элетротехники и телекоммуникационного оборудования является быстрорастущей отраслью турецкого машиностроения. В 2002 году страна произвела холодильников на 3,3 млрд долл. (экспортировала на 2,2 млрд), стиральных машин — на 1,6 млрд долл. (экспортировала на 990 млн), посудомоечных машин — на 346 млн долл. (экспортировала на 150 млн), а также телекоммуникационного оборудования на 452 млн долл. (экспортировала на 79 млн), компьютеров и комплектующих к ним на 122 млн долл. (экспортировала на 40 млн).
В 2008 году Турция произвела около 16 млн единиц бытовых приборов на 8 млрд долл. и экспортировала около 12 млн единиц на 3,4 млрд, заняв среди ведущих мировых экспортёров пятое место (после Китая, Германии, Италии и Мексики). В 2009 году в связи с экономическим кризисом экспорт упал до 2,6 млрд долл. Сектор бытовых приборов (так называемый сектор «белых товаров» — холодильников, стиральных и посудомоечных машин, микроволновых печей и т. д.) обеспечивает работой около 2 млн человек и имеет производственные мощности в более чем 25 млн изделий в год (второе место в Европе после Италии). В 2009 году 38 % от общего объёма производства пришлось на холодильники, 31 % — на стиральные машины, 16,7 % — на электроплиты и 13,8 % — на посудомоечные машины. Главными рынками сбыта турецких бытовых приборов являются Великобритания, Франция, Германия, Италия и Испания.
В 2009 году турецкий сектор электроники произвёл продукции на 9,5 млрд долл. и экспортировал на 4,9 млрд долл. В том же году 34 % от общего объёма производства пришлось на бытовую электронику (Турция произвела 9,2 млн телевизоров, из которых почти 85 % экспортировала), 18,5 % — на телекоммуникационное оборудование (включая оптико-волоконные кабели), 12,5 % — на компьютеры, 10 % — на военную электронику и 6,2 % — на электронные компоненты. Главными рынками сбыта турецкой электроники являются Великобритания, Германия, Франция, Ирак, Испания и Италия.
Среди крупнейших производителей бытовых приборов и электроники выделяются компании Arçelik (заводы в Эскишехире, Чайырове, Болу, Анкаре, Черкезкёе и Бейликдюзю), Vestel (завод в Манисе), Bosch und Siemens Hausgeräte, Indesit (завод в Манисе), Casper, İhlas Holding, Kumtel (завод в Кайсери), Arzum, Philips, Candy, Canovate Group (завод в Стамбуле), Frigoglass и SFA Sogutma. В 2013 году японская корпорация Panasonic купила крупного турецкого производителя электротехнического оборудования VIKO.

### Текстильное и швейное оборудование
Вслед за развитием текстильной и швейной промышленности в Турции стало развиваться производство машин и оборудования для этого сектора экономики. Если до начала 1980-х годов страна импортировала почти всё необходимое ей текстильное оборудование, то со временем турецкие и иностранные компании наладили производство и даже экспорт отечественных машин. Большая часть производителей текстильного оборудования — малые и средние компании, расположенные в районе Стамбула и Измира. В 2007 году Турция экспортировала текстильного оборудования на 238 млн долл. (в 2005 году — на 163 млн долл.), основными рынками сбыта были Германия, Индия, Египет, Узбекистан, Бангладеш, Иран, Франция, Великобритания, Сирия и Бельгия.

### Пищевое оборудование
В Турции производятся машины и оборудование для фруктово-овощного, молочного, мясного, зернового, сахарного, хлебобулочного и кондитерского секторов, а также для упаковки продуктов питания и напитков. Экспорт пищевого оборудования сократился с 87 млн долл. в 1997 году до 53,8 млн долл. в 2002 году, в то время как экспорт машин для упаковки продуктов питания и напитков вырос с 11,8 млн долл. в 1997 году до 13 млн долл. в 2002 году (главными рынками сбыта были Балканские страны, страны Ближнего Востока и Африки, а также Россия).
Главными центрами производства пищевого оборудования являются Стамбул, Бурса, Измир, Анкара, Конья, Газиантеп, Адапазары и Чорум. Крупнейшими производителями пищевого оборудования являются компании Yıldız Holding, Pastör Endüstri Makinalari, Topaloğullari Makina, Orel Endüstriyel, Beta-Pak Otomatik, Pakform Otomatik и Yazici Shrink Packaging (Стамбул), Bigtem Makina (Пендик), Alpy Gida Makine (Эсеньюрт), Göztepe Makina и Kurtsan Paslanmaz (Бурса), Sezer Tarim (Караджабей), Abant Food Machinery и Kromel Makina (Адапазары), Alapala Makina и Uğur Makina (Чорум), Entil (Эскишехир), Arcan (Измир), Göçmen Makina (Караман).

### Другие отрасли машиностроения

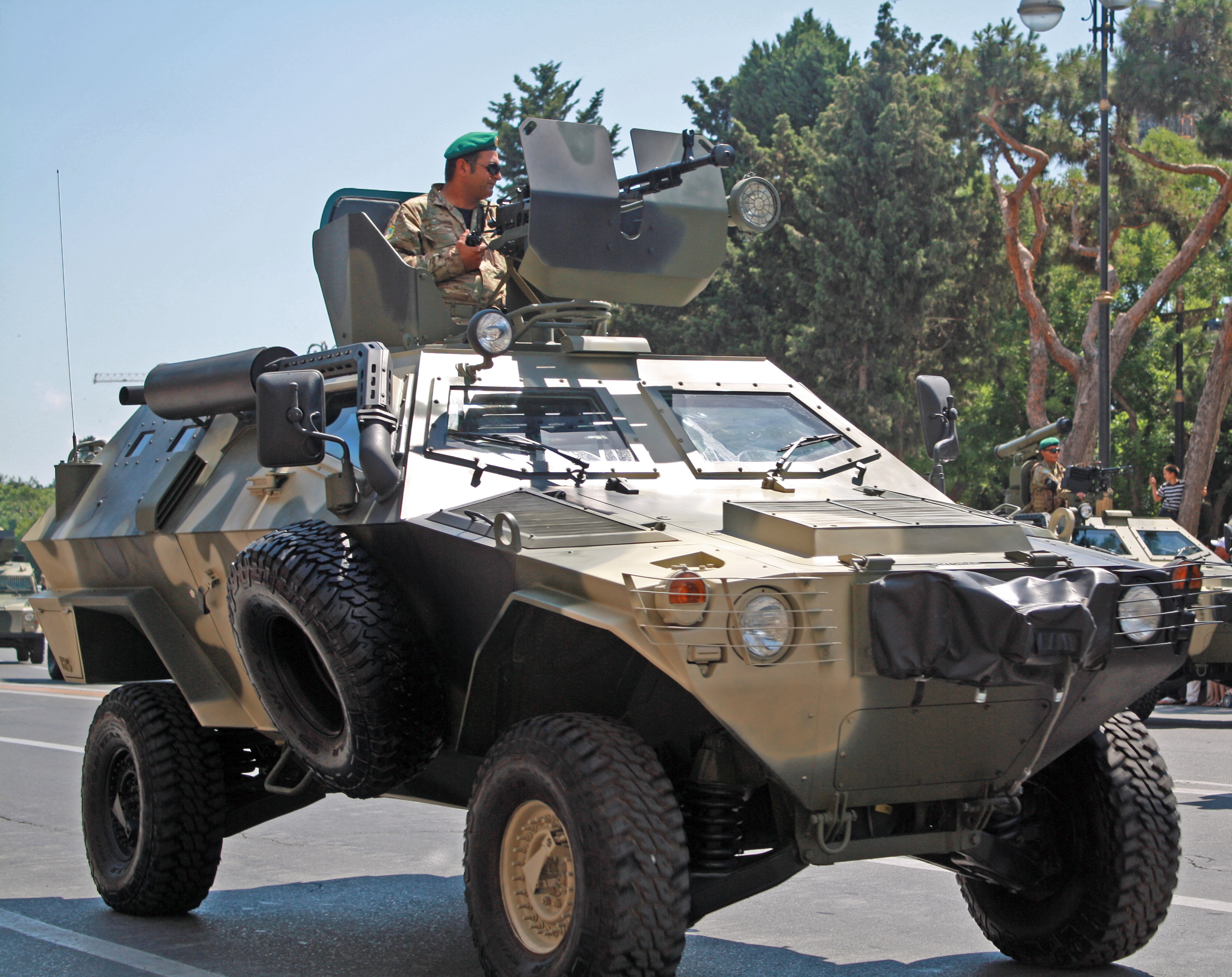
Бронемашина производства Otokar

Крупные судостроительные верфи расположены в Тузле, Гёльджюке, Измите и Ялове (военные и торговые суда, судоремонт), также существует несколько средних и мелких производителей яхт и рыбацких судов. По состоянию на 2010 год Турция находилась на 8 месте в мире по производству новых судов (в 2008 году — на пятом). В Эскишехире базируются крупный производитель локомотивов и вагонов Türkiye Lokomotif ve Motor (TÜLOMSAŞ) и производитель вагонов Türkiye Vagon (TÜVASAŞ), в Адапазары — производитель локомотивов EUROTEM (совместное предприятие Hyundai Rotem и Türkiye Lokomotif ve Motor), в Сивасе — производитель вагонов Türkiye Demiryolu Makinaları (TÜDEMSAŞ). В Стамбуле расположен завод крупнейшего турецкого производителя энергетического оборудования Aksa Generators, входящего в состав Kazancı Holding.
Военно-промышленный комплекс
Среди крупнейших компаний и организаций оборонного сектора выделяются Türk Havacılık ve Uzay (TUSAŞ или Turkish Aerospace Industries — военная авиатехника и электроника, спутники, вертолёты и беспилотные летательные аппараты, завод в Анкаре), Baykar (беспилотные летательные аппараты, завод в Стамбуле), Турецкий аэрокосмический институт в Анкаре, FNSS Savunma Sistemleri (бронемашины, армейская спецтехника и стрелковое оружие, завод в Гёльбашы возле Анкары), Nurol Makina (армейские и полицейские бронемашины), Otokar (танки, бронемашины и армейская спецтехника), BMC (военные автомобили), ASELSAN Elektronik (средства связи, системы радиоэлектронной защиты и армейская оптика, завод в Анкаре), Турецкий национальный исследовательский институт электроники и криптологии в Гебзе (электроника и оптика, системы слежения и защиты информации), Makina ve Kimya Endüstrisi Kurumu (стрелковое оружие, боеприпасы, ракетные и артиллерийские системы, бомбы и мины, броня, средства химзащиты, заводы в Анкаре, Кырыккале и Чанкыры), Roketsan (ракеты, торпеды, миномёты, ракетное топливо и системы моделирования, завод в Анкаре), Havelsan (военная электроника и программное обеспечение, завод в Анкаре), Meteksan Savunma (системы радиоэлектронной защиты и противоракетной обороны, завод в Анкаре), Girsan (стрелковое оружие, завод в Гиресуне), Trabzon Silah Sanayi или TİSAŞ (стрелковое оружие, завод в Трабзоне), Transvaro (армейская оптика и электроника, миноискатели, завод в Стамбуле).

## Химическая промышленность
Химический сектор является одним из самых современных и быстрорастущих секторов турецкой промышленности. В 2002 году в химической промышленности (без нефтепереработки и нефтехимии) работало около 45 тыс. человек и более 1 тыс. предприятий (в том же году сектор произвёл продукции на 9,4 млрд долл. и экспортировал на 1,7 млрд). В 2009 году в турецком химическом секторе работало уже более 81,5 тыс. человек и около 4 тыс. компаний, экспорт достиг 6,3 млрд долл. (или 6,2 % от общего экспорта). Главными рынками сбыта турецкой химической продукции являются Ирак, Россия, Германия, Азербайджан, Италия, Иран, Китай, Ливия, Румыния, Египет, Украина, США, Великобритания, Болгария, Грузия, Испания, Казахстан и Франция. Частный турецкий капитал преобладает в сфере производства мыла, моющих средств, полиролей, парфюмерии, красок и лаков, фармацевтических препаратов, пластмасс, пестицидов и другой агрохимической продукции, химических волокон (в 2002 году 84 % всего химического производства приходилось на частный сектор). Сильное присутствие иностранного капитала наблюдается в сфере производства косметики, моющих средств и резиновых изделий (в 2009 году в Турции насчитывалось свыше 300 химических компаний с иностранным капиталом, 13 % всех иностранных инвестиций размещалось в химическом секторе).
В 2005 году важнейшими секторами химической промышленности Турции являлись основные химикаты — 37,6 % (продукты нефтехимии, пластмассы и синтетическая резина, химволокна, удобрения и промышленные газы), фармацевтика — 26 %, специальные и тонкие химикаты — 24,4 % (краски, лаки, покрытия, агрохимикаты), бытовая химия — 12 % (парфюмерия, косметика, мыло и моющие средства). По состоянию на 2010 год в десятку крупнейших турецких химических компаний входили Petkim Petrokimya (Алиага), Gübre Fabrikaları (Стамбул), Soda Sanayii (Стамбул), Bagfaş (Стамбул), Marshall Boya ve Vernik (Диловасы), Alkim Alkali Kimya (Стамбул), Advansa Sasa Polyester (Адана), Dyo Boya Fabrikalari (Измир), Hektaş (Гебзе) и ÇBS Holding. В структуре экспорта химикатов преобладают пластмассы (в том числе трубы), мыло, моющие средства, косметика и эфирные масла, средства личной гигиены, неорганические химикаты, лекарства, краски и лаки (в том числе текстильные и полиграфические).

### Нефтегазопереработка
В 2002 году нефтеперерабатывающая отрасль произвела продукции на 12,2 млрд долл. и экспортировала на 670 млн долл. В секторе нефтепереработки доминируют компании Tüpraş (заводы в Кырыккале, Измире, Измите и Батмане) и ATAŞ (завод в Мерсине). Tüpraş является совместным предприятием компаний Koç Holding и Royal Dutch Shell, а ATAŞ — компаний BP, Royal Dutch Shell и Türkpetrol. На газовом рынке лидируют операторы BOTAŞ (дочерняя компания государственной нефтяной корпорации Türkiye Petrolleri Anonim Ortaklığı), Royal Dutch Shell, Bosphorus Gaz (совместное предприятие корпораций Газпром и Tur Enerji), Enerco Energy (совместное предприятие корпораций Akfel Group и OMV) и Avrasya Gas. На розничном рынке нефтепродуктов лидируют компании OMV Petrol Ofisi (дочерняя компания австрийской группы OMV), BP, Shell, ConocoPhillips и Лукойл. Основными поставщиками сырой нефти являются Саудовская Аравия, Иран, Ирак Россия, Азербайджан и Алжир, природного газа — Россия, Иран и Азербайджан (из-за нестабильной политической ситуации, военных конфликтов и различных эмбарго доля Ирака, Ирана, Сирии и Ливии постоянно колеблется или сокращается).

### Нефтехимия и производство пластмасс
В 2002 году нефтехимическая отрасль произвела продукции на 1,5 млрд долл. (термопласты, химические волокна и сырьё для их производства, ароматические соединения) и экспортировала на 600 млн долл. В 2009 году мощности нефтехимических предприятий достигли 2,9 млн т в год, что составляло примерно четверть внутреннего спроса. В нефтехимическом секторе лидирует компания Petkim Petrokimya, владеющая заводами в Кёрфезе и Алиаге (Измир). В 2007 году она была приватизирована альянсом компаний SOCAR и Turcas Energy. Среди других крупных производителей выделяются Tüpraş, Dow Chemical (завод в Диловасы), BASF, Saint-Gobain, Astra Polymers, Advansa Sasa Polyester, Arkimya, Poliya и Başer Kimya. В подсекторе химических волокон, который растёт параллельно с текстильной промышленностью, доминируют компании Aksa Akrilik Kimya и Ak-Kim Kimya (обе входят в состав группы Akkok), Akteks Akrilik, Cam Elyaf, Yalova Elyaf, Advansa Sasa Polyester, Sönmez Filament, Sifaş Sentetik Iplik и Kordsa Global Endüstriyel. Турция является восьмым по величине в мире производителем химических волокон (производственные мощности в 2007 году достигали 1,2 млн т волокон ежегодно). В подсекторе производства пластиковых бутылок лидирует компания Advansa Sasa Polyester.

### Производство удобрений и ядохимикатов
В 2002 году производство химических удобрений составило 580 млн долл., а экспорт — 32 млн долл. В 2009 году мощности сектора химических удобрений равнялись 5,8 млн т в год. В секторе производства удобрений лидируют компании Gübre Fabrikaları, Bagfaş (завод в Бандырме), Gemlik Gübre, Tügsaş, Ege Gübre, Toros Gübre, Igsaş и Akdeniz Gübre, в секторе производства пестицидов — Hektaş.

### Производство красок и лаков
Лакокрасочная промышленность пережила бурный рост вслед за развитием строительного сектора, автомобильной, текстильной, кожевенной, полиграфической, мебельной и стекольно-керамической промышленности. В 2004 году экспорт красок (в том числе текстильных и полиграфических), лаков, герметиков, пигментов и синтетических дубильных веществ достиг 148 млн долл., в 2007 году — 356 млн (производственные мощности в 2009 году достигали 800 тыс. т в год, из 600 предприятий 20 считались крупными). Среди крупнейших предприятий сектора выделяются компании Betek Boya ve Kimya, Bayer, Dyo Boya Fabrikalari (входит в группу Yasar Holding), Marshall Boya ve Vernik (завод в Диловасы, входит в голландскую группу AkzoNobel), Polisan Boya, Dow Chemical (завод в Диловасы), AkzoNobel Kemipol (завод в Измире), BASF, Kansai Paint, Clariant Chemicals и ÇBS Holding (включая компании ÇBS Boya Kimya и ÇBS Printaş). Крупнейшими рынками сбыта продукции лакокрасочной промышленности являются Россия, Азербайджан, Румыния, Грузия и Украина.

### Производство бытовой химии
В 2009 году турецкие мощности по производству моющих средств достигли 1,3 млн т, а по производству мыла — 550 тыс. т. На рынке бытовой химии и средств ухода за домом (особенно в подсекторах моющих средств, средств личной гигиены и ухода за волосами) сильно присутствие международных гигантов — Unilever, Henkel Group, Procter & Gamble, L’Oréal, Colgate-Palmolive и Cognis. Из турецких компаний выделяются Hayat Holding (включая заводы Hayat Kimya и Hayat Temizlik ve Sağlık в Башискеле) и Evyap (заводы в Стамбуле и Тузле). Большим экспортным потенциалом обладает производство «лаврового» (в Мерсине и Антакье) и «оливкового» мыла, розового масла (в Ыспарте), а также лаврового, тимьянового и лавандового масел, масла из душицы.

### Производство соды, хрома и бора
Турция занимает видное место на мировом рынке соды, химикатов хрома и бора, а также является второй по величине в Европе и шестой в мире по производству сульфата натрия. В подсекторе производства соды, хрома и дихромата натрия доминирует компания Soda Sanayii, входящая в состав группы Şişecam. Другим крупнейшим игроком на рынке соды является компания Eti Soda, входящая в состав группы Ciner Holding (она разрабатывает богатое месторождение троны в Бейпазары возле Анкары). В 2009 году Турция, обладающая крупнейшими в мире запасами бора, экспортировала его на 435 млн долл. В подсекторе химикатов бора лидирует компания Eti Mine Enterprises (или Eti Maden), в подсекторе сульфата натрия — Alkim Alkali Kimya (завод в Дазкыры, ил Афьонкарахисар).

### Фармацевтика
До начала 1950-х годов производство лекарств ограничивалось лабораториями и аптеками, но затем перешло на промышленную основу. В фармацевтической промышленности наблюдается сильная зависимость от импорта сырьевых компонентов и существенное присутствие международных корпораций. В 2002 году в отрасли работало более 21 тыс. человек (в 2009 году — около 25 тыс.), производство составило почти 2,4 млрд долл., экспорт готовых препаратов в том же году достиг почти 140 млн долл. (в 2004 году превысил 240 млн долл., в 2009 году — 428 млн долл., основные рынки — Германия, США и Швейцария). В 2009 году оборот фармацевтического сектора достиг 10 % оборота всей химической промышленности Турции, страна занимала 16-е место среди крупнейших производителей лекарств в мире. Главными центрами фармацевтической промышленности являются Стамбул, Коджаэли и Текирдаг.
В 2009 году в Турции насчитывалось 43 производителя фармацевтических препаратов, из которых 14 принадлежало международным корпорациям. Среди крупнейших производителей лекарств выделяются международные компании Novartis (включая завод Sandoz в Гебзе), Sanofi (включая Zentiva / Eczacıbası, завод в Люлебургазе), Pfizer (завод в Стамбуле), Amgen (включая Mustafa Nevzat), GlaxoSmithKline, Bayer (заводы в Стамбуле и Гебзе), Baxter International, Actavis (включая Fako Ilaclari), Menarini Group (включая Ibrahim Ethem Ulagay, завод в Стамбуле), EastPharma (включая Deva Holding и Saba Ilac), Daiichi Sankyo, Recordati (включая Yeni Ilac), Ebew e Pharma (включая EBV Limited), Biofarma Pharmaceuticals, White Swan Corporation (включая Taymed Saglik Urunleri), а также турецкие компании Abdi Ibrahim, Bilim, Atabay, Afyon Alcaloids Factory (крупнейший в мире производитель морфия), Hektaş (ветеринарные препараты).
Также в 2009 году 17,5 тыс. человек были заняты в секторе производства медицинских товаров и оборудования (особенно в подсекторах стоматологических материалов и оборудования, медицинской электроники и инструментов). Среди крупнейших производителей выделюятся турецкие компании Bicakcilar, Cagdas Elektronik Medikal, Detaysan, Sesinoks Paslanmaz и Tibset, а также международные корпорации GE Healthcare (завод в Анкаре), Siemens (завод в Гебзе), Partners in Life Sciences (включая Betasan Bant) и Alvimedica (включая Nemed Tibbi Urunler).

## Энергетика

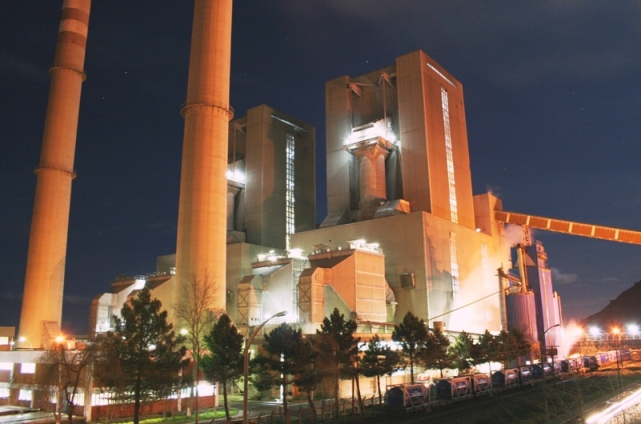
Теплоэлектростанция в иле Зонгулдак

Энергетика является ключевой отраслью промышленности Турции, от состояния которой зависит дальнейшее экономическое развитие всей страны. В 2000-х годах энергетический сектор прошёл этапы роста потребления и производства, либерализации, приватизации и частных инвестиций, что значительно повысило его конкурентоспособность (особенно после приватизации дистрибьюторских и частично гидро- и тепловых производственных активов). Установленные мощности электростанций выросли с 23,3 ГВт в 1998 году до 44,8 ГВт в 2009 году (34 % мощностей приходилось на газовые электростанции, 33 % — на гидроэлектростанции, 24 % — на угольные электростанции). В 2008 году потребление энергии достигло 102 млн т в нефтяном эквиваленте или 1420 кг на душу населения (периоды спадов потребления энергии пришлись на периоды экономических кризисов 2000—2001 и 2008—2009 годов). В 2010 году Турция произвела 201,2 млрд кВт⋅ч электроэнергии, заняв по этому показателю 22 место в мире, и экспортировала свыше 1,9 млрд кВт⋅ч (41-е место в мире). В 2012 году производство электроэнергии в стране достигло 239 млрд кВт⋅ч, установленные мощности электростанций составили 57 ГВт (около 44 % мощностей приходилось на газовые электростанции, 35 % — на гидроэлектростанции).
Крупнейшими производителями электроэнергии являются компании Elektrik Üretim (EÜAŞ или Electricity Generation Company), ENKA Power, Aksa Enerji, Iskenderun Enerji, Cengiz Holding, Ciner Energy and Mining Group, Baymina Enerji, Zorlu Enerji, GAMA Enerji, Trakya Elektrik и Çalık Enerji. Вследствие приватизации электростанций и значительных частных инвестиций (как турецких, так и иностранных) доля государственного сектора в производстве электроэнергии уменьшилась с 84 % в 1984 году до 53 % в 2009 году. В ходе либерализации энергетики на турецкий рынок вышли такие мировые гиганты, как немецкие E.ON, RWE и EnBW, французские Électricité de France и GDF Suez, норвежский Statkraft, австрийские OMV и Verbund, чешский ČEZ Group, американский Cogentrix Energy, канадский Manitoba Hydro, японские Kansai Electric Power и Sumitomo Corporation.

### Теплоэнергетика
По состоянию на 2009 год мощности теплоэлектростанций составляли более 65 % мощностей всех электростанций Турции. Среди теплоэлектростанций преобладают газовые (работающие на импортном газе) и угольные (работают на турецком буром угле), доля электростанций, работающих на нефти и мазуте, постоянно сокращается. Elektrik Üretim контролирует угольные электростанции в Эльбистане, Зонгулдаке, Орханели, Кангале, Соме и Ятагане, нефтяные электростанции в Стамбуле и Хопе, газовые электростанции в Стамбуле, Бурсе, Люлебургазе и Алиаге, геотермальную электростанцию в Денизли. ENKA Power контролирует газовые электростанции в Измире, Гебзе и Адапазары, Aksa Enerji — газовые электростанции в Хаккяри и Мардине, биогазовую электростанцию в Бурсе, Iskenderun Enerji — угольную электростанцию в Юмурталыке, Ciner Energy and Mining Group — угольные электростанции в Наллыхане и Силопи.

### Гидроэнергетика

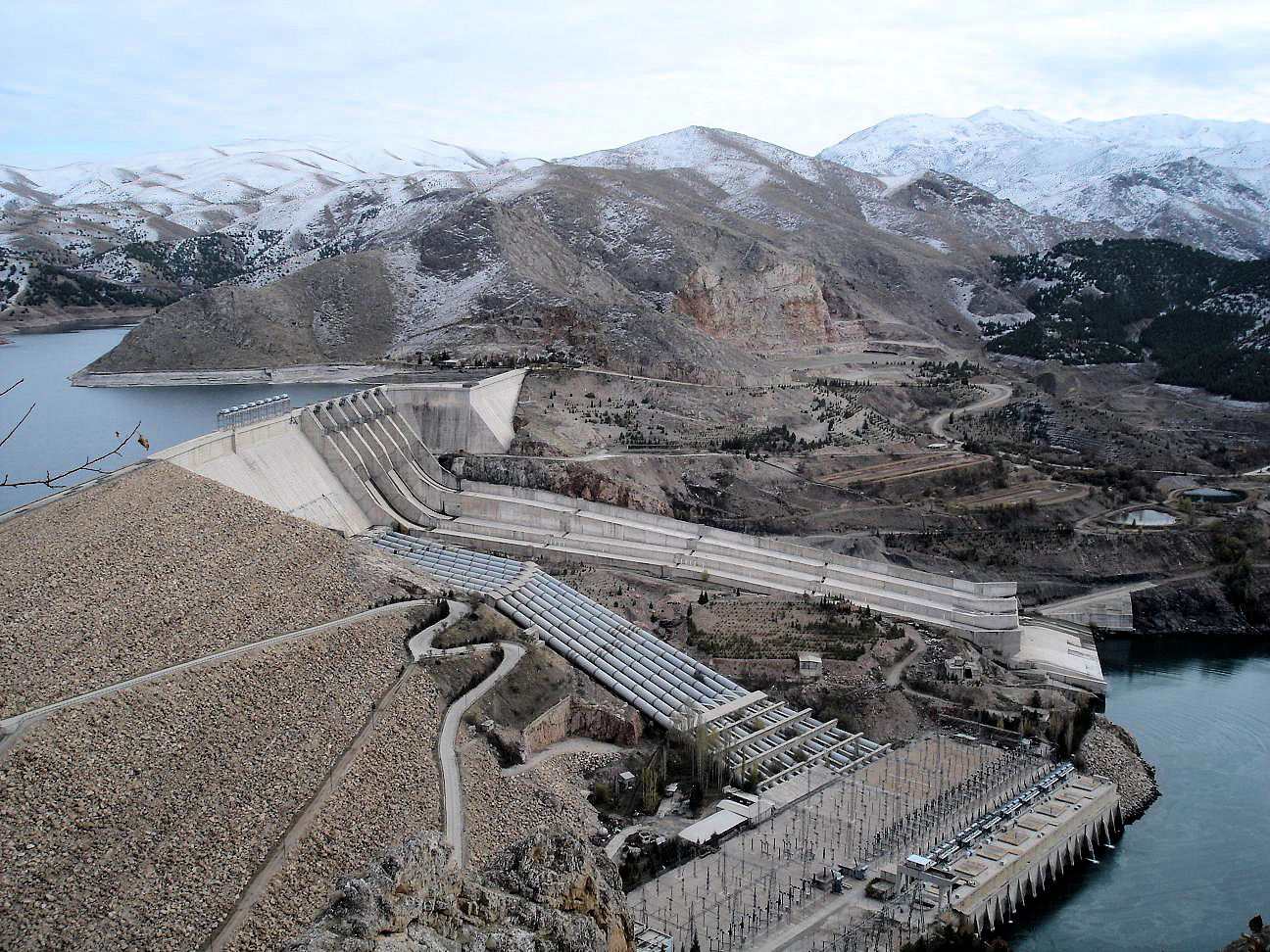
ГЭС Кебан в иле Элязыг

В 2008 году мощности турецкой гидроэнергетики превышали 14 ГВт (без учёта нескольких крупных проектов, находившихся на стадии строительства), в 2012 году ГЭС страны произвели 165 млрд кВт⋅ч электроэнергии. К числу крупнейших гидроэлектростанций, принадлежащих Elektrik Üretim, относятся плотина Ататюрка (Шанлыурфа), плотина Каракая (Диярбакыр), плотина Кебан (Элязыг) и плотина Алтынкая (Самсун). Всего по состоянию на 2012 год компания управляла 84 гидроэлектростанциями.

### Другие возобновляемые виды энергии
С 2005 года власти начали активно поддерживать возобновляемую энергетику (были введены специальные тарифы и стимулы для инвесторов, обеспечен приоритетный доступ к сети). Благодаря этому в последние годы в Турции значительные средства были инвестированы в парки солнечной и ветровой энергии, а также в геотермальные и биотопливные энергетические мощности. Однако, несмотря на это, доля альтернативных источников энергии не превышала 1 % от мощности всех электростанций. По состоянию на конец 2008 года 0,9 % мощностей всех электростанций приходилось на ветрогенераторы и 0,1 % — на геотермальные станции (в то время как 66 % мощностей приходилось на теплоэлектростанции и 33 % — на гидроэлектростанции). Большая часть ветрогенераторов установлена на побережье Эгейского и Мраморного морей и принадлежит небольшим частным операторам, а большинство геотермальных станций расположено в Эгейском регионе (хотя Турция входит в пятёрку мировых лидеров по потенциалу геотермических ресурсов, она использует лишь 3 % своих возможностей).
К концу 2012 года мощность турецкой ветроэнергетики составила 2312 МВт (при этом 506 МВт прибавились за 2012 год). На Мраморноморский регион пришлось почти 924 МВт мощностей ветрогенераторов, на Эгейский — 875 МВт, на Средиземноморский — 384 МВт. В пятёрку крупнейших игроков на рынке ветроэнергетики входят Demirer Holding, Bilgin Energy, Polat Energy, EnerjiSa и Aksa Energy.
Солнечная энергетика, несмотря на свой большой потенциал, развита слабо и ограничивается плоскими солнечными коллекторами для нагрева воды. Фотогальванические солнечные батареи используются в маяках и при освещении шоссе (в 2009 году их общая мощность составляла 5 МВт).

### Атомная энергетика
По состоянию на 2013 год Турция реализовывала два проекта в сфере атомной энергетики — АЭС Аккую (Мерсин) с помощью России и АЭС Синоп (Синоп) с помощью Франции и Японии.

## Промышленность стройматериалов
Строительный сектор и производство строительных материалов являются важной составляющей турецкой промышленности. Большое значение имеют производство цемента, бетона, кирпича, черепицы, шифера, панельных секций, огнеупорных и отделочных материалов. В 2002 году цементная промышленность произвела 32,7 млн т продукции на 1,4 млрд долл. и экспортировала 9,9 млн т на 250 млн долл. (Турция занимала первое место в Европе и второе в мире по экспорту цемента). В 2009 году сектор произвёл 54 млн т продукции на 4,5 млрд долл. и экспортировал 14 млн т на 1 млрд долл. (в отрасли было занято 15 тыс. человек). В 2010 году производство цемента достигло 62,7 млн т (в 2011 году — 66 млн т), что позволило Турции занять первое место в Европе и четвёртое в мире по производству (после Китая, Индии и США) и первое место в мире по экспорту (около 12 % мирового экспорта цемента).
В 2010 году основными рынками сбыта турецкого цемента были Ирак (20 %), Сирия (17 %), Ливия (12 %), Египет (12 %), Италия (5 %), Алжир (5 %), Израиль (4 %), Россия (3 %), Нигерия (2 %) и Северный Кипр (2 %). В 2002 году подсектор огнеупорных материалов произвёл продукции на 144 млн долл. и экспортировал на 30 млн долл. (на 15 частных фирмах работало 3,5 тыс. человек).
Главными игроками на цементном рынке Турции являются Adoçim Çimento Beton (заводы в Артове, Анталье и Мармара Эреглиси), Votorantim Çimento (заводы в Чоруме, Анкаре, Сивасе, Йозгате, Невшехире и Самсуне), Akçansa Çimento (заводы в Бююкчекмедже, Эзине и Ладике), Çimentaş (заводы в Лалапаше, Элязыге и Карсе), Aşkale Çimento (заводы в Эрзинджане, Гюмюшхане, Трабзоне и Эдремите), Limak Çimento (заводы в Газиантепе, Эргани, Шанлыурфе, Татване, Дерике и Полатлы), Adana Çimento (заводы в Адане и Искендеруне), Bolu Çimento (заводы в Болу и Казане), Çimsa Çimento (заводы в Анкаре, Эскишехире, Кайсери, Мерсине, Нигде и Малатье), Limak Batı Çimento (заводы в Анкаре, Бейликдюзю, Балыкесире и Пынархисаре), Lafarge (заводы в Эрегли и Дарыдже), Çimko Çimento ve Beton (завод в Нарлы). Среди иностранных инвесторов отрасли выделяются немецкая компания HeidelbergCement (Akçansa Çimento), французские Lafarge (Lafarge Aslan Çimento и Lafarge Eregli Çimento) и Vicat (Baştaş Çimento и Konya Çimento), ирландская CRH (Denizli Çimento), бразильская Votorantim Cimentos (Votorantim Çimento) и египетская Orascom Construction Industries (Batiçim Bati Anadolu Çimento и Van Çimento).

## Стекольная и керамическая промышленность
Керамическая промышленность зародилась в середине 1960-х годов и к 2010 году насчитывала более 50 крупных производителей. Рост стекольной и керамической промышленности Турции начался вслед за строительным бумом 1990—2000-х годов, а также развитием автомобильной и пивоваренной промышленности. В 2002 году стекольный сектор произвёл 1,6 млн т продукции на 1,1 млрд долл. (листовое стекло, стеклотара, посуда и другие предметы домашнего обихода) и экспортировал на 510 млн долл. В 2009 году мощности стекольной промышленности превысили 2 млн т продукции (в том числе 42 % — листовое стекло, 30 % — стеклотара, 18 % — посуда и другие предметы домашнего обихода, 10 % — стекловолокно и другие изделия). В том же году страна экспортировала стекольных изделий на 283 млн долл. (в 2008 году — на 377 млн), основными рынками сбыта были Германия, Румыния, Италия, Франция, Египет, Болгария, Сирия, Ирак и Азербайджан. Среди стекольных компаний доминирует Şişecam или Türkiye Şişe ve Cam (стекольные заводы в Енишехире, Кыркларели, Мерсине, Эскишехире, Денизли и Стамбуле, химические заводы в Мерсине, Тарсусе, Менемене возле Измира, Биледжике).
Керамический сектор опирается на местные запасы полевого шпата, глины, каолина и кварца. В 2002 году керамическая промышленность произвела продукции на 1,2 млрд долл. и экспортировала на 480 млн долл. (керамическая плитка и сантехника, фарфор, домашняя посуда, керамические электроизоляторы и лабораторные ёмкости), что позволило Турции стать пятым по величине в мире производителем керамической плитки и третьим её экспортёром (уступая лишь Италии и Испании), а также занять пятое место в Европе по производству керамической сантехники. В 2009 году мощности по производству керамической плитки составляли более 310 млн м² в год и сантехнических изделий — 23 млн штук в год, что выдвинуло Турцию на третье место среди крупнейших европейских производителей керамической плитки и на второе место среди производителей керамической сантехники в Европе. Доля Турции составляла 3,5 % от мирового производства керамической плитки и 11 % от европейского, а также 18 % от европейского производства керамической сантехники. В 2009 году страна экспортировала строительной керамики на 529 млн долл. (в 2008 году — на 693 млн), в том числе плитки на 390 млн долл. и сантехники — на 139 млн. Основными рынками сбыта были Германия, Великобритания, Израиль, Франция, Канада и Италия. Центром производства традиционной керамики и фарфора является Кютахья.
В керамической промышленности занято 220 тыс. человек. Среди наиболее известных турецких производителей сантехники и керамической плитки выделяются компании Eczacıbaşı Group (включая Eczacıbaşı Yapı Gereçleri, EKS Eczacıbaşı Karo Seramik, VitrA и EBM Eczacıbaşı Banyo ve Mutfak, заводы в Бозююке, Тузле и Гебзе), Kale Group (включая Kaleseramik Çanakkale), Toprak Group, Serel Seramik (завод в Манисе), Ege Seramik (завод в Измире), Trakya Cam, İzocam, Cam Elyaf, Yurtbay Seramik (завод в Эскишехире), Tamsa Fayans Seramik (завод в Измире), Hitit Seramik и Seranit Granit Seramik.

## Мебельная промышленность
Турецкая мебельная промышленность является быстрорастущим сектором с объёмом производства свыше 10 млрд долл. в 2009 году (в 2006 году — более 6 млрд), её доля составляет 3 % всей обрабатывающей промышленности. Небольшие мастерские и средние фирмы ориентированы на внутренний рынок, а крупные компании — в основном на экспорт. В Турции насчитывается около 35 тыс. мебельных предприятий с суммарным числом занятых около 500 тыс. человек, из которых всего несколько десятков компаний — крупные. Среди крупнейших турецких производителей мебели выделяются Boydak-Istikbal, Kelebek, Gendekor, Yataş, Kilim Mobilya и Ipek Mobilya. Крупнейшими центрами мебельной промышленности являются специализированная промзона в Анкаре, а также Кайсери, Бурса, Стамбул и Измир. Экспорт мебели вырос со 137 млн долл. в 1998 году до 1,2 млрд долл. в 2008 году, основными рынками сбыта являются страны Ближнего Востока и Евросоюза (Германия). Важной особенностью отрасли является то, что турецкие мебельщики работают в тесной связке со строителями (турецкие строительные компании работают по всему миру, сдавая «под ключ» отели, торговые центры, офисные и жилые комплексы, аэропорты, стимулируя тем самым и экспорт мебели).

## Металлургия и металлообработка

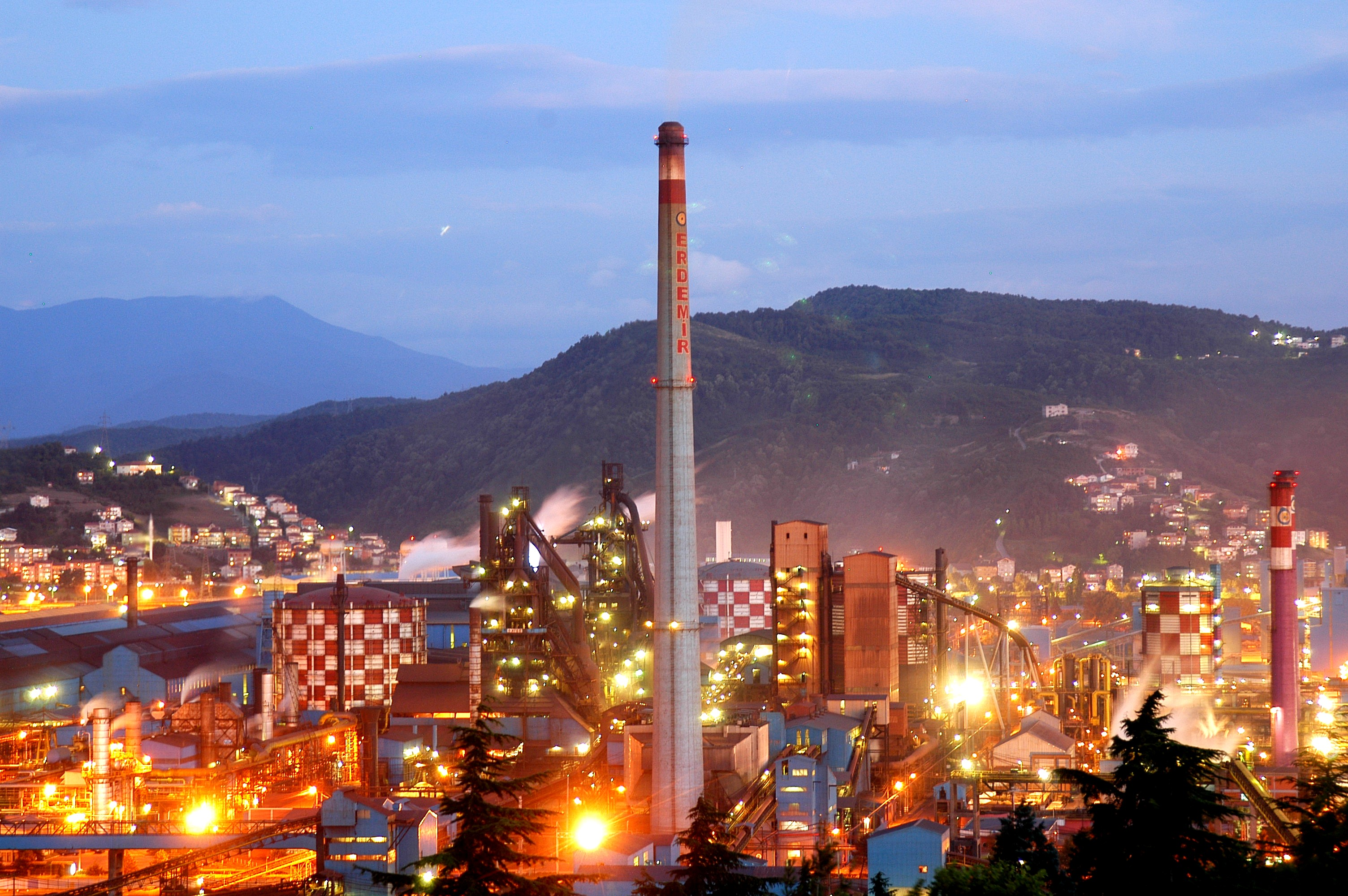
Завод Erdemir в городе Карадениз Эрегли

### Чёрная металлургия
Турция является крупным производителем стального проката, а также имеет мощности по производству чугуна, алюминия и труб. В конце 1990-х годов в секторе чёрной металлургии лидировали металлургические комбинаты Erdemir (Эрегли), Isdemir (Искендерун) и Kardemir (Карабюк), на которых работала почти половина занятых в сталелитейной отрасли (сейчас Erdemir и Isdemir находятся под контролем армейского пенсионного фонда OYAK). Кроме того, в стране появилась сеть электрометаллургических мини-заводов, использующих в качестве сырья преимущественно импортный металлолом, на которых работало около четверти занятых в сталелитейной отрасли. Другую группу предприятий составляют небольшие прокатные и трубные заводы, производящие листы, арматуру, металлопрофиль, трубы и пружинную сталь, на которых работала оставшаяся четверть занятых в сталелитейной отрасли.
В 2002 году турецкая сталелитейная промышленность произвела 16,5 млн т продукции на 6,2 млрд долл. (в 1990 году — на 3,6 млрд) и экспортировала на 2,9 млрд долл. (в 1990 году — на 1,1 млрд). В том же году её доля в общем экспорте составляла более 7 %, в ВВП Турции — 0,8 %, в общей занятости — 0,2 % (число занятых в секторе сократилось с 44 тыс. в 1990 году до 27 тыс. в 2002 году). В 2002 году Турция занимала 13 место в мире по производству стали и 9 место в мире по экспорту стальной продукции (основные рынки сбыта — страны Евросоюза, Ближнего и Дальнего Востока).
В 2006 году Турция импортировала свыше 11 млн т металлолома (в 2005 году — 13,3 млн т), внутренняя добыча железной руды составляла около 4 — 5 млн т, а импорт — около 5 млн т (основными поставщиками железной руды были Швеция, Бразилия, Россия и Австралия). В том же году страна произвела 23,3 млн т стали (более 70 % в общем объёме производства пришлось на электросталь), заняв по этому показателю 11 место в мире, и 5,9 млн т чугуна. В структуре выпускаемого в стране проката более 80 % приходилось на долю сортового (катанка, арматурная сталь, прутки), остальное — на листовой прокат и прокат из специальных сталей. В 2006 году производство сортового проката составляло 19,7 млн т, плоского проката — 3,1 млн т (с учётом проката из импортных слябов — 3,8 млн т), специальных и нержавеющих сталей — 466 тыс. т. В том же году Турция экспортировала 7 млн т сортового проката (из которых 6 млн т пришлось на арматурную сталь), основными рынками сбыта были ОАЭ, США, Испания, Португалия, Италия, Греция, Болгария, Великобритания и Ирландия.
В 2005 году на 16 электрометаллургических мини-заводах было произведено 71 % от общего объёма выплавки стали в стране, а на трёх заводах с полным металлургическим циклом — 29 % (в 2009 году работал уже 21 электросталеплавильный завод). В 2008 году Турция произвела 26,7 млн т стали (таким образом рост производства в отрасли по сравнению с 2000 годом составил 87 %). В 2009 году страна экспортировала 16 млн т стали, основными рынками сбыта были Египет, ОАЭ, Ирак, Ливия и Йемен. В 2011 году Турция произвела более 34 млн т стали (в том числе в электродуговых печах — 25,3 млн т и кислородно-конверторным способом — 8,8 млн т), экспорт стальной продукции составил 18,7 млн т, мощности по производству плоского проката выросли до 16 млн т в год. В том же году страна импортировала 21,4 млн т лома (из 30 млн т, потребляемых ежегодно). В 2012 году производство стали достигло почти 35,9 млн т. Крупные турецкие и иностранные инвестиции, направленные в сталелитейный сектор, позволили существенно модернизировать производство, повысить качество продукции, а также расширить экспортные поставки (потеснив производителей с Украины и из России). Основными внутренними потребителями турецкого проката являются строительный сектор, производители автомобилей, бытовой техники, упаковки и тары. Среди крупнейших электрометаллургических, прокатных и трубных предприятий выделяются ММК-Акаташ (Дёртйол и Гебзе), Asil Çelik (Орхангази), Çebitaş (Алиага), Çolakoğlu Metalurji (Диловасы), İÇDAŞ Çelik (Бига), Assan Demir ve Sac (Тузла), Posco Assan (Аликяхья), Borçelik Çelik (Гемлик), Tezcan (Картепе), Ekinciler Demir ve Çelik (Искендерун), Tosyalı Holding (Искендерун и Османие), Yücel Boru ve Profil Endüstrisi (Гебзе и Дёртйол), İzmir Demir Çelik (Фоча), Ege Çelik Endüstrisi (Алиага), Habaş Group (Алиага), Kaptan Demir Çelik (Мармара Эреглиси), Kroman Çelik (Дарыджа), Diler Demir Çelik (Диловасы).
В октябре 2019 года, в ответ на турецкое вторжение в Сирию, США увеличили пошлину на турецкую сталь на 50 %. В 2021 году Турция произвела 40,4 млн. тонн стали, что стало рекордным показателем в истории страны.

### Цветная металлургия

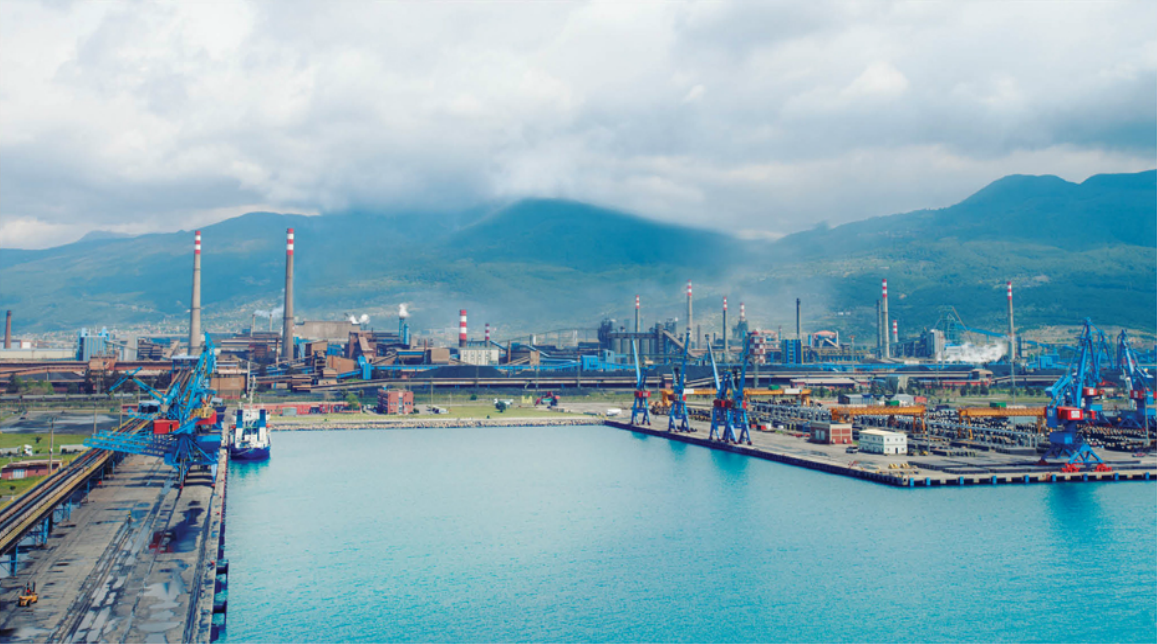
Завод Isdemir в городе Искендерун

В 2002 году алюминиевая промышленность произвела продукции на 418 млн долл. и экспортировала на 256 млн долл., в 2009 году Турция произвела 676 тыс. т алюминиевых продуктов и изделий (включая различные профили, листы, фольгу, провода, вторичный и первичный алюминий) и экспортировала 385 тыс. т. Единственным производителем глинозёма и первичного алюминия является завод Eti Aluminyum (Сейдишехир в иле Конья), начавший работу в 1973 году и имеющий собственную гидроэлектростанцию. Также в стране работает множество средних и крупных фирм, производящих продукцию из турецкого и импортного первичного алюминия, например, Assan Aluminium (заводы в Тузле и Диловасы), Saray Aluminium (заводы в Стамбуле и Черкезкёе) и Teknik Aluminyum (завод в Манисе). Турция импортирует первичный алюминий из России, Норвегии, Германии, Таджикистана и Украины, а экспортирует алюминиевые изделия в Германию, Великобританию, Ирак, Болгарию и Францию. В 2002 году медная промышленность произвела продукции на 552 млн долл. и экспортировала на 121 млн долл., в 2008 году в стране было произведено почти 6,2 млн т медной руды (остальная была импортирована из Казахстана, России, Болгарии, Узбекистана и Чили), экспорт медной продукции составил 1,16 млрд долл. (в 2009 году — 597 млн долл.). Единственными производителями черновой меди являются Karadeniz Bakir İsletmeleri и Eti Bakir, владеющие собственной добычей медной руды и производством медного концентрата. Кроме того, в Турции работает несколько крупных и средних предприятий по производству электролитической меди и других продуктов из меди (проводов, катодов, профилей и фольги), например, Sarkuysan Elektrolitik Bakır (заводы в Гебзе и Дарыдже) и Er-Bakır Elektrolitik Bakır Mamülleri (завод в Денизли).
В 2008 году Турция произвела 11,1 тонн золота. Однако, её основные потребности покрываются за счёт импорта (более 200 т ежегодно). Страна занимает второе место в мире по производству золотых ювелирных изделий и пятое место в мире по потреблению золота.

### Металлообработка
Большое значение имеет литейный и металлообрабатывающий подсектор (особенно штамповка), в большинстве своём ориентированный на автомобильную промышленность, а также на нефтехимический и строительный сектора, производителей бытовой техники (в 2009 году в подсекторе работало более 950 компаний и около 25 тыс. человек). Крупнейшими штамповочными компаниями являются Parsan, Kanca El Aletleri, Çimsataş и Omtaş. В 2009 году Турция занимала 14 место в мире (1,4 % мирового производства) и 5 место в Европе в области литейного производства. В 2007 году страна произвела 1,3 млн т литейной продукции, но в 2009 году производство сократилось до 1 млн т. Крупнейшими литейными компаниями являются CMS Jant, Componenta Dokumculuk, Samsun Makine, Dokum Emaye Mamulleri (DEMISAS), Hayes Lemmerz İnci и Cevher Dokum. В 2008 году литейный и штамповочный сектор экспортировал продукции на 4,7 млрд долл. (63 % пришлось на изделия для автомобильной промышленности, 24 % — на изделия для промышленного оборудования), главными рынками сбыта были Германия, Италия, Франция, Великобритания и Россия.

## Добывающая промышленность

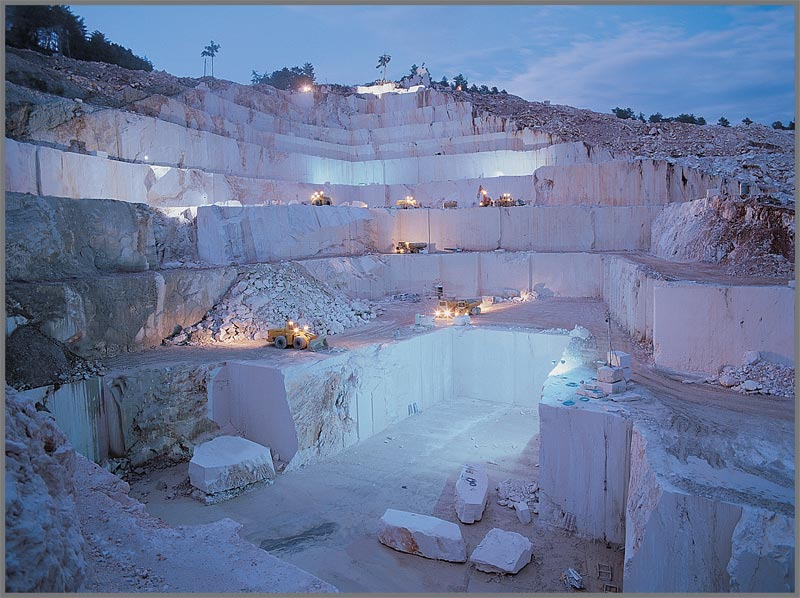
Добыча мрамора в иле Анталья

В Турции добываются различные виды сырья: бурый и каменный уголь, нефть, железная, хромовая, медная, свинцовая, цинковая и марганцевая руда, бокситы, бор, бораты, барит, сера, сурьма, магнезит, доломит, полевые шпаты, кальцит, трона, поваренная соль, золото, серебро, пемза, а также мрамор, травертин, гранит, песок, щебень, гипс, глина, асбест, бентонит и цеолиты. По состоянию на 2003 год доля горнодобывающей промышленности в ВВП Турции составляла 1,1 % (около 2,6 млрд долл. в денежном исчислении), в 2009 году — 1,5 %. Главными производителями бурого угля, который в основном используется в энергетике, являются государственные компании Turkish Coal Enterprises (TKİ) и Electricity Production Cooperation, а каменного угля — Turkish Hard Coal Enterprises (TTK). Основным районом добычи TKİ является Кахраманмараш, а TTK — Зонгулдак. Добычу нефти контролируют государственная компания Türkiye Petrolleri Anonim Ortaklığı / Turkish Petroleum Corporation (около 70 %) и англо-голландская Royal Dutch Shell (около 30 %), однако внутренняя добыча нефти и газа покрывает потребности страны лишь на 3 %, делая её крупным импортёром энергоносителей.
Единственным производителем и экспортёром бора является государственная компания Eti Mine Enterprises (Eti Maden). В сфере добычи и обработки мрамора, травертина, гранита и других камней преобладают небольшие частные компании (в 2009 году в секторе работало 1,5 тыс. карьеров, 2 тыс. фабрик, 9 тыс. мастерских и около 300 тыс. занятых). В области добычи магнезита и хромитов также доминируют небольшие частные компании (крупнейшим переработчиком и экспортёром магнезита является компания Kutahya Magnesite, крупнейшими переработчиками и экспортёрами хромитов — компании Eti Krom и Eti Elektrometalurji). Небольшая добыча железной и медной руды не покрывает внутренний спрос промышленности и Турция импортирует эти виды сырья. Добычей и первичной обработкой медной руды занимаются компании Eti Bakir, Karadeniz Bakir Isletmeleri и Cayeli Bakir Isletmeleri, железной руды — Erdemir, добычей золота — Tuprag Metal Madencilik, Eldorado Gold, Frontier Development Group, Odyssey Resources и Anatolia Minerals Group, добычей и обработкой бокситов — Eti Aluminyum.
В 2002 году экспорт продукции турецкой горнодобывающей промышленности составил 387 млн долл. (в 1990 году — 326 млн), при этом импорт сырья (включая нефть, природный газ, коксующийся уголь, железную руду и фосфаты) достиг почти 7,2 млрд долл. (в 1990 году — более 4,1 млрд). В 2002 году в стране было добыто 49,6 млн т бурого угля, 3,3 млн т каменного угля, 3,4 млн т железной руды, 3 млн т магнезита, 2,9 млн т медной руды, 2,2 млн т бора, более 300 тыс. т хромитов и почти 560 тыс. кубических метров мрамора. В том же году Турция экспортировала 2,1 млн т полевых шпатов, 400 тыс. т бора, 266 тыс. т магнезита, 265 тыс. т хромитов, 210 тыс. т медной руды и более 800 тыс. кубических метров мрамора.
В 2009 году оборот горнодобывающей промышленности составлял 9,2 млрд долл. (в 2002 году — 1,9 млрд, в 2008 году — 10,2 млрд), что позволило стране занять 28 место в мире по этому показателю, а экспорт — 2,45 млрд долл. (в 2008 году — 3,2 млрд). Основными товарными группами экспорта были мрамор и другие природные камни (около 50 %), а также медная руда (12 %), хромиты (11 %), полевой шпат (4 %), бор (4 %) и пемза. Главными рынками сбыта для турецкой горнодобывающей промышленности были Китай, США, Италия, Индия и Великобритания. По состоянию на 2010 год Турция обладала 2,5 % мировых запасов промышленных полезных ископаемых, в том числе 72 % бора, более 50 % перлита, 33 % мрамора, 20 % бентонита и 10 % полевых шпатов.
В 2008 году в стране было добыто 6,8 млн т полевых шпатов, 5,1 млн т хромитов, 5 млн т бора, 4,7 млн т железной руды, 3,4 млн т пемзы, 370 тыс. т гранита, более 2,2 млн м³ мрамора и 760 тыс. м³ травертина. Турция занимает первое место в мире по производству полевых шпатов и пемзы, входит в десятку ведущих мировых производителей обработанного камня, каменных блоков и хромитов (занимает второе место в мире по экспорту хромитов). Благодаря либерализации, приватизации и предоставлению стимулов в сектор пришли международные инвесторы — Taiyuan Iron & Steel Group, Odien Asset Management, SCR Sibelco, Eldorado Gold, Alamos Gold, Amcol International и Halcor.

### Газовая промышленность
В июне 2021 года открыто месторождение газа Сакарья в Чёрном море. Согласно оценкам, объём запасов месторождения составляет 135 млрд. м3 газа. Общий объём запасов месторождений природного газа в Турции на июнь 2021 года составлял 540 млрд. м3.

## Комментарии
1. ↑  Индустриализация, начавшаяся на фоне Великой депрессии, проводилась по традиционной для того времени схеме — в первую очередь развивалась лёгкая (особенно текстильная) промышленность, а по мере накопления капитала — и тяжёлая. Были приняты меры, ограждавшие местных производителей от конкуренции со стороны иностранного капитала.
2. ↑  За первые три пятилетки (1963—1977) темп роста промышленности составлял около 10 %, значительно опережая сельское хозяйство, в результате чего удельный вес промышленности в ВНП Турции достиг 24 % и впервые превысил долю агробизнеса, тогда как в середине 1950-х годов доля сельского хозяйства в четыре раза превосходила долю промышленности.
3. ↑  В первой половине 1980-х годов 2/3 занятых в промышленности были сосредоточены в восьми крупнейших городах страны. На западный регион приходилось 66 % промышленных рабочих и около 70 % продукции обрабатывающей промышленности, на центральный регион — 25 % рабочих и 24 % продукции, на юго-восточный регион — 9 % рабочих и почти 7 % продукции.
4. ↑  Иностранные инвестиции позволили Турции поддерживать достаточно высокие темпы роста промышленности (5 — 9 %) и провести структурные изменения. Иностранные компании внедряли современные технологии, новые методы менеджмента и маркетинга, что позволило улучшить качество и конкурентоспособность турецких товаров, расширить ассортимент промышленного экспорта.
5. ↑  В тот же период на долю малых и средних предприятий приходилось 56,3 % занятых в производственном секторе, они производили 37 % совокупной добавленной стоимости, их доля в общих инвестициях составляла 26,5 %. Удельный вес малых и средних предприятий в стоимости произведённой продукции составлял 24 % в ткацкой и кожевенной отраслях, 24 % — в секторе металлообработки, 15 % — в пищевкусовой и табачной отраслях, 9 % — в химической отрасли.